# AKB48の明日よろしく!
『AKB48の明日よろしく!』（エーケービーフォーティエイトのみょうにちよろしく）は、2017年1月19日から2022年5月31日まで毎週月曜日から金曜日にSHOWROOMで配信されたネット配信番組。配信時間は担当メンバーにより不定。

## 概要
2017年1月19日よりAKB48グループの新企画としてSHOWROOMで開始。初回担当は指原莉乃（当時HKT48）で、リレー形式でAKB48グループのメンバーが毎回出演する。毎回担当するメンバーが配信中に他のAKB48グループメンバーに電話をして次回のテーマを決め、翌日の配信を依頼する。
番組開始当初、タイトルの「明日」の読み方が「あした」なのか「あす」なのか発表されておらず、情報解禁時のリリースの段階でロゴマークには「明日」にふりがなが振られていなかったが、後に「みょうにち」のふりがなが付けられた。
2022年5月31日、『AKB48の明日よろしく!』は終了し、今後リニューアルとして再開予定。

## 配信日程

### 出演メンバー
〈〉内は出演回数。

#### 2017年
| 月曜日 | 月曜日                            | 火曜日 | 火曜日                                    | 水曜日 | 水曜日                                    | 木曜日 | 木曜日                                    | 金曜日 | 金曜日                                    |
| 1月    | 1月                               | 1月    | 1月                                       | 1月    | 1月                                       | 1月    | 1月                                       | 1月    | 1月                                       |
| ------ | --------------------------------- | ------ | ----------------------------------------- | ------ | ----------------------------------------- | ------ | ----------------------------------------- | ------ | ----------------------------------------- |
| -      | -                                 | -      | -                                         | -      | -                                         | 19日   | 指原莉乃 （HKT48 チームH）                | 20日   | 横山由依 （AKB48 チームA）                |
| 23日   | 向井地美音 （AKB48 チームK）      | 24日   | 渡辺麻友 （AKB48 チームB）                | 25日   | 柏木由紀 （AKB48 チームB）                | 26日   | 中井りか （NGT48 チームNIII）             | 27日   | 北原里英 （NGT48 チームNIII）             |
| 30日   | 峯岸みなみ （AKB48 チームK）      | 31日   | 小嶋真子 （AKB48 チーム4）                | -      | -                                         | -      | -                                         | -      | -                                         |
| 2月    |                                   |        |                                           |        |                                           |        |                                           |        |                                           |
| -      | -                                 | -      | -                                         | 1日    | 高橋朱里 （AKB48 チーム4）                | 2日    | 岡田奈々 （AKB48 チーム4）                | 3日    | 村山彩希 （AKB48 チーム4）                |
| 6日    | 伊豆田莉奈 （AKB48 チーム4）      | 7日    | 大島涼花 （AKB48 チームB）                | 8日    | 加藤玲奈 （AKB48 チームB）                | 9日    | 島田晴香 （AKB48 チームK）                | 10日   | 木﨑ゆりあ （AKB48 チームB）              |
| 13日   | 入山杏奈 （AKB48 チームA）        | 14日   | 藤田奈那 （AKB48 チームK）                | 15日   | 武藤十夢 （AKB48 チームK）                | 16日   | 茂木忍 （AKB48 チームK）                  | 17日   | 相笠萌 （AKB48 チームK）                  |
| 20日   | 田北香世子 （AKB48 チームA）      | 21日   | 達家真姫宝 （AKB48 チームB）              | 22日   | 梅田綾乃 （AKB48 チームB）                | 23日   | 中村麻里子 （AKB48 チームA）              | 24日   | 大家志津香 （AKB48 チームA）              |
| 27日   | 小嶋菜月 （AKB48 チームA）        | 28日   | 中西智代梨 （AKB48 チームA）              | -      | -                                         | -      | -                                         | -      | -                                         |
| 3月    |                                   |        |                                           |        |                                           |        |                                           |        |                                           |
| -      | -                                 | -      | -                                         | 1日    | 阿部マリア （AKB48 チームK）              | 2日    | 鈴木まりや （AKB48 チームK）              | 3日    | 野村奈央 （AKB48 チームK ドラフト研究生） |
| 6日    | 中田ちさと （AKB48 チームK）      | 7日    | 田名部生来 （AKB48 チームB）              | 8日    | 野澤玲奈 （AKB48 チーム4）                | 9日    | 馬嘉伶 （AKB48 チームB 台湾留学生）       | 10日   | 樋渡結依 （AKB48 チームA）                |
| 13日   | 村川緋杏 （HKT48 チームTII）      | 14日   | 菅原茉椰 （SKE48 チームE）                | 15日   | 堀詩音 （NMB48 チームN）                  | 16日   | 須藤凜々花 （NMB48 チームN）              | 17日   | 太田奈緒 （AKB48 チーム8）                |
| 20日   | 山田菜々美 （AKB48 チーム8）      | 21日   | 吉田朱里 （NMB48 チームM）                | 22日   | 磯佳奈江 （NMB48 チームM）                | 23日   | 惣田紗莉渚 （SKE48 チームKII）            | 24日   | 谷真理佳 （SKE48 チームE）                |
| 27日   | 三田麻央 （NMB48 チームN）        | 28日   | 都築里佳 （SKE48 チームS）                | 29日   | 酒井萌衣 （SKE48 チームE）                | 30日   | 東李苑 （SKE48 チームS）                  | 31日   | 野村実代 （SKE48 研究生）                 |
| 4月    |                                   |        |                                           |        |                                           |        |                                           |        |                                           |
| 3日    | 一色嶺奈 （SKE48 チームS）        | 4日    | 日下部愛菜 （NGT48 研究生）               | 5日    | 久保怜音 （AKB48 チームK ドラフト研究生） | 6日    | 西仲七海 （NMB48 チームM研究生）          | 7日    | 太野彩香 （NGT48 チームNIII）             |
| 10日   | 川本紗矢 （AKB48 チーム4）        | 11日   | 飯野雅 （AKB48 チーム4）                  | 12日   | 荻野由佳 （NGT48 チームNIII）             | 13日   | 長谷川玲奈 （NGT48 チームNIII）           | 14日   | 加藤美南 （NGT48 チームNIII）             |
| 17日   | 本間日陽 （NGT48 チームNIII）     | 18日   | 小熊倫実 （NGT48 チームNIII）             | 19日   | 西潟茉莉奈 （NGT48 チームNIII）           | 20日   | 奈良未遥 （NGT48 研究生）                 | 21日   | 神志那結衣 （HKT48 チームH）              |
| 24日   | 坂口理子 （HKT48 チームH）        | 25日   | 岡本尚子 （HKT48 チームH）                | 26日   | 駒田京伽 （HKT48 チームH）                | 27日   | 谷口もか （AKB48 チーム8）                | 28日   | 下青木香鈴 （AKB48 チーム8）              |
| 5月    |                                   |        |                                           |        |                                           |        |                                           |        |                                           |
| 1日    | 清水麻璃亜 （AKB48 チーム8）      | 2日    | 福地礼奈 （AKB48 チーム8）                | 3日    | 吉川七瀬 （AKB48 チーム8）                | 4日    | 佐藤栞 （AKB48 チーム8）                  | 5日    | 髙橋彩音 （AKB48 チーム8）                |
| 8日    | 濵咲友菜 （AKB48 チーム8）        | 9日    | 内木志 （NMB48 チームN）                  | 10日   | 武井紗良 （NMB48 チームBII）              | 11日   | 下口ひなな （AKB48 チームK）              | 12日   | 福岡聖菜 （AKB48 チームB）                |
| 15日   | 竹内彩姫 （SKE48 チームKII）      | 16日   | 横山結衣 （AKB48 チーム8）                | 17日   | 山口真帆 （NGT48 チームNIII）             | 18日   | 永野芹佳 （AKB48 チーム8）                | 19日   | 山本瑠香 （AKB48 チーム8）                |
| 22日   | 白間美瑠 （NMB48 チームM）        | 23日   | 古賀成美 （NMB48 チームN）                | 24日   | 渋谷凪咲 （NMB48 チームM）                | 25日   | 山尾梨奈 （NMB48 チームN）                | 26日   | 城恵理子 （NMB48 チームBII）              |
| 29日   | 森田彩花 （NMB48 チームBII）      | 30日   | 松村芽久未 （NMB48 チームN）              | 31日   | 日高優月 （SKE48 チームKII）              | -      | -                                         | -      | -                                         |
| 6月    |                                   |        |                                           |        |                                           |        |                                           |        |                                           |
| -      | -                                 | -      | -                                         | -      | -                                         | 1日    | 外薗葉月 （HKT48 チームTII）              | 2日    | 運上弘菜 （HKT48 研究生）                 |
| 5日    | 村重杏奈 （HKT48 チームKIV）      | 6日    | 中西智代梨〈2〉 （AKB48 チームA）         | 7日    | 谷真理佳〈2〉 （SKE48 チームE）           | 8日    | 坂口理子〈2〉 （HKT48 チームH）           | 9日    | 冨吉明日香 （HKT48 チームKIV）            |
| 12日   | 駒田京伽〈2〉 （HKT48 チームH）   | 13日   | 小田彩加 （HKT48 研究生）                 | 14日   | 小田えりな （AKB48 チーム8）              | 15日   | 倉野尾成美 （AKB48 チーム8）              | 16日   | 宮里莉羅 （AKB48 チーム8）                |
| 19日   | 濵松里緒菜 （AKB48 チーム8）      | 20日   | 行天優莉奈 （AKB48 チーム8）              | 21日   | 谷優里 （AKB48 チーム8）                  | 22日   | 下尾みう （AKB48 チーム8）                | 23日   | 吉田華恋 （AKB48 チーム8）                |
| 26日   | 寺田美咲 （AKB48 チーム8）        | 27日   | 服部有菜 （AKB48 チーム8）                | 28日   | 長久玲奈 （AKB48 チーム8）                | 29日   | 平野ひかる （AKB48 チーム8）              | 30日   | 橋本陽菜 （AKB48 チーム8）                |
| 7月    |                                   |        |                                           |        |                                           |        |                                           |        |                                           |
| 3日    | 市川愛美 （AKB48 チームK）        | 4日    | 佐藤妃星 （AKB48 チーム4）                | 5日    | 込山榛香 （AKB48 チーム4）                | 6日    | 湯本亜美 （AKB48 チームK）                | 7日    | 田野優花 （AKB48 チームK）                |
| 10日   | 谷口めぐ （AKB48 チームA）        | 11日   | 大川莉央 （AKB48 チーム4）                | 12日   | 北澤早紀 （AKB48 チーム4）                | 13日   | 篠崎彩奈 （AKB48 チームK）                | 14日   | 岩立沙穂 （AKB48 チーム4）                |
| 17日   | 大森美優 （AKB48 チーム4）        | 18日   | 千葉恵里 （AKB48 チーム4 ドラフト研究生） | 19日   | 西川怜 （AKB48 チームB ドラフト研究生）   | 20日   | 佐々木優佳里 （AKB48 チームA）            | 21日   | 鎌田菜月 （SKE48 チームE）                |
| 24日   | 松村香織 （SKE48 チームKII）      | 25日   | 二村春香 （SKE48 チームS）                | 26日   | 森保まどか （HKT48 チームKIV）            | 27日   | 秋吉優花 （HKT48 チームH）                | 28日   | 豊永阿紀 （HKT48 チーム研究生）           |
| 31日   | 栗原紗英 （HKT48 チームTII）      | -      | -                                         | -      | -                                         | -      | -                                         | -      | -                                         |
| 8月    |                                   |        |                                           |        |                                           |        |                                           |        |                                           |
| -      | -                                 | 1日    | 荒巻美咲 （HKT48 チームTII）              | 2日    | 山田麻莉奈 （HKT48 チームH）              | 3日    | 熊沢世莉奈 （HKT48 チームKIV）            | 4日    | 山本茉央 （HKT48 チームH）                |
| 7日    | 後藤萌咲 （AKB48 チームB）        | 8日    | 長友彩海 （AKB48 研究生）                 | 9日    | 本間麻衣 （AKB48 研究生）                 | 10日   | 黒須遥香 （AKB48 研究生）                 | 11日   | 稲垣香織 （AKB48 研究生）                 |
| 14日   | 安田叶 （AKB48 研究生）           | 15日   | 梅本和泉 （AKB48 研究生）                 | 16日   | 前田彩佳 （AKB48 研究生）                 | 17日   | 庄司なぎさ （AKB48 研究生）               | 18日   | 佐藤美波 （AKB48 研究生）                 |
| 21日   | 播磨七海 （AKB48 研究生）         | 22日   | 新谷野々花 （STU48）                      | 23日   | 峯吉愛梨沙 （STU48）                      | 24日   | 門脇実優菜 （STU48）                      | 25日   | 石田千穂 （STU48）                        |
| 28日   | 石田みなみ （STU48）              | 29日   | 福田朱里 （STU48）                        | 30日   | 大谷満理奈 （STU48）                      | 31日   | 森下舞羽 （STU48）                        | -      | -                                         |
| 9月    |                                   |        |                                           |        |                                           |        |                                           |        |                                           |
| -      | -                                 | -      | -                                         | -      | -                                         | -      | -                                         | 1日    | 黒岩唯 （STU48）                          |
| 4日    | 山根涼羽 （AKB48 研究生）         | 5日    | 浅井七海 （AKB48 研究生）                 | 6日    | 田屋美咲 （AKB48 研究生）                 | 7日    | 田口愛佳 （AKB48 研究生）                 | 8日    | 山内瑞葵 （AKB48 研究生）                 |
| 11日   | 武藤小麟 （AKB48 研究生）         | 12日   | 鈴木くるみ （AKB48 研究生）               | 13日   | 道枝咲 （AKB48 研究生）                   | 14日   | 山邊歩夢 （AKB48 チームB ドラフト研究生） | 15日   | 岩田陽菜 （STU48）                        |
| 18日   | 薮下楓 （STU48）                  | 19日   | 今村美月 （STU48）                        | 20日   | 市岡愛弓 （STU48）                        | 21日   | 土路生優里 （STU48）                      | 22日   | 森香穂 （STU48）                          |
| 25日   | 田中皓子 （STU48）                | 26日   | 菅原早記 （STU48）                        | 27日   | 張織慧 （STU48）                          | 28日   | 門田桃奈 （STU48）                        | 29日   | 兵頭葵 （STU48）                          |
| 10月   |                                   |        |                                           |        |                                           |        |                                           |        |                                           |
| 2日    | 塩井日奈子 （STU48）              | 3日    | 廣瀬なつき （AKB48 チーム8）              | 4日    | 春本ゆき （AKB48 チーム8）                | 5日    | 高岡薫 （AKB48 チーム8）                  | 6日    | 髙橋彩香 （AKB48 チーム8）                |
| 9日    | 西村菜那子 （NGT48 研究生）       | 10日   | 谷口茉妃菜 （STU48）                      | 11日   | 三島遥香 （STU48）                        | 12日   | 尾﨑舞美 （STU48）                        | 13日   | 佐野遥 （STU48）                          |
| 16日   | 榊美優 （STU48）                  | 17日   | 甲斐心愛 （STU48）                        | 18日   | 瀧野由美子 （STU48）                      | 19日   | 藤原あずさ （STU48）                      | 20日   | 人見古都音 （AKB48 チーム8）              |
| 23日   | 中野郁海 （AKB48 チーム8）        | 24日   | 左伴彩佳 （AKB48 チーム8）                | 25日   | 佐藤朱 （AKB48 チーム8）                  | 26日   | 佐藤七海 （AKB48 チーム8）                | 27日   | 横道侑里 （AKB48 チーム8）                |
| 30日   | 橋本陽菜〈2〉 （AKB48 チーム8）   | 31日   | 本田仁美 （AKB48 チーム8）                | -      | -                                         | -      | -                                         | -      | -                                         |
| 11月   |                                   |        |                                           |        |                                           |        |                                           |        |                                           |
| -      | -                                 | -      | -                                         | 1日    | 歌田初夏 （AKB48 チーム8）                | 2日    | 野田陽菜乃 （AKB48 チーム8）              | 3日    | 谷口もか〈2〉 （AKB48 チーム8）           |
| 6日    | 吉田華恋〈2〉 （AKB48 チーム8）   | 7日    | 谷川聖 （AKB48 チーム8）                  | 8日    | 村雲颯香 （NGT48 チームNIII）             | 9日    | 山田野絵 （NGT48 チームNIII）             | 10日   | 清司麗菜 （NGT48 研究生）                 |
| 13日   | 中村歩加 （NGT48 研究生）         | 14日   | 角ゆりあ （NGT48 研究生）                 | 15日   | 髙橋真生 （NGT48 研究生）                 | 16日   | 宮島亜弥 （NGT48 研究生）                 | 17日   | 菅原りこ （NGT48 チームNIII）             |
| 20日   | 佐藤杏樹 （NGT48 チームNIII）     | 21日   | 高倉萌香 （NGT48 チームNIII）             | 22日   | 薮下楓〈2〉 （STU48）                     | 23日   | 山田寿々 （NMB48 チームM）                | 24日   | 高塚夏生 （SKE48 チームKII）              |
| 27日   | 水野愛理 （SKE48 チームKII）      | 28日   | 髙畑結希 （SKE48 チームE）                | 29日   | 市野成美 （SKE48 チームE）                | 30日   | 古賀成美〈2〉 （NMB48 チームN）           | -      | -                                         |
| 12月   |                                   |        |                                           |        |                                           |        |                                           |        |                                           |
| -      | -                                 | -      | -                                         | -      | -                                         | -      | -                                         | 1日    | 林萌々香 （NMB48 チームN）                |
| 4日    | 西澤瑠莉奈 （NMB48 チームM）      | 5日    | 安田桃寧 （NMB48 チームM）                | 6日    | 東由樹 （NMB48 チームN）                  | 7日    | 谷川愛梨 （NMB48 チームN）                | 8日    | 山本彩加 （NMB48 チームN）                |
| 11日   | 安藤愛璃菜 （NMB48 チームM）      | 12日   | 井上瑠夏 （SKE48 チームS）                | 13日   | 矢作有紀奈 （SKE48 チームKII）            | 14日   | 倉島杏実 （SKE48 研究生）                 | 15日   | 野々垣美希 （SKE48 研究生）               |
| 18日   | 佐藤佳穂 （SKE48 チームE）        | 19日   | 白雪希明 （SKE48 研究生）                 | 20日   | 深井ねがい （SKE48 研究生）               | 21日   | 水野愛理〈2〉 （SKE48 チームKII）         | 22日   | 片岡成美 （SKE48 チームKII）              |
| 25日   | 下青木香鈴〈2〉 （AKB48 チーム8） | 26日   | 川原美咲 （AKB48 チーム8）                | 27日   | 奥本陽菜 （AKB48 チーム8）                | 28日   | 山田杏華 （AKB48 チーム8）                | 29日   | 髙橋彩香〈2〉 （AKB48 チーム8）           |

#### 2018年
| 月曜日 | 月曜日                                               | 火曜日 | 火曜日                                             | 水曜日 | 水曜日                                         | 木曜日 | 木曜日                                              | 金曜日 | 金曜日                                           |
| 1月    | 1月                                                  | 1月    | 1月                                                | 1月    | 1月                                            | 1月    | 1月                                                 | 1月    | 1月                                              |
| ------ | ---------------------------------------------------- | ------ | -------------------------------------------------- | ------ | ---------------------------------------------- | ------ | --------------------------------------------------- | ------ | ------------------------------------------------ |
| 1日    | 岡部麟 （AKB48 チーム8）                             | 2日    | 左伴彩佳〈2〉 （AKB48 チーム8）                    | 3日    | 行天優莉奈〈2〉 （AKB48 チーム8）              | 4日    | 吉川七瀬〈2〉 （AKB48 チーム8）                     | 5日    | 歌田初夏〈2〉 （AKB48 チーム8）                  |
| 8日    | 平野ひかる〈2〉 （AKB48 チーム8）                    | 9日    | 服部有菜〈2〉 （AKB48 チーム8）                    | 10日   | 後藤萌咲〈2〉 （AKB48 チームB）                | 11日   | 北澤早紀〈2〉 （AKB48 チーム4）                     | 12日   | 野澤玲奈〈2〉 （AKB48 チーム4）                  |
| 15日   | 北川綾巴 （SKE48 チームS）                           | 16日   | 松本慈子 （SKE48 チームS）                         | 17日   | 野島樺乃 （SKE48 チームS）                     | 18日   | 一色嶺奈〈2〉 （SKE48 チームS）                     | 19日   | 大芝りんか （SKE48 研究生）                      |
| 22日   | 石黒友月 （SKE48 研究生）                            | 23日   | 浅井裕華 （SKE48 チームE）                         | 24日   | 犬塚あさな （SKE48 チームS）                   | 25日   | 高木由麻奈 （SKE48 チームKII）                      | 26日   | 福士奈央 （SKE48 チームE）                       |
| 29日   | 川本紗矢〈2〉 （AKB48 チーム4）                      | 30日   | 樋渡結依〈2〉 （AKB48 チームA）                    | 31日   | 坂口渚沙 （AKB48 チーム8）                     | -      | -                                                   | -      | -                                                |
| 2月    |                                                      |        |                                                    |        |                                                |        |                                                     |        |                                                  |
| -      | -                                                    | -      | -                                                  | -      | -                                              | 1日    | 福岡聖菜〈2〉 （AKB48 チームB）                     | 2日    | 上西怜 （NMB48 チームBII）                       |
| 5日    | 溝川実来 （NMB48 チームN）                           | 6日    | 梅山恋和 （NMB48 チームN）                         | 7日    | 水田詩織 （NMB48 チームBII）                   | 8日    | 清水里香 （NMB48 チームBII）                        | 9日    | 明石奈津子 （NMB48 チームBII）                   |
| 12日   | 川上千尋 （NMB48 チームM）                           | 13日   | 川上礼奈 （NMB48 チームM）                         | 14日   | 安藤愛璃菜〈2〉 （NMB48 チームM）              | 15日   | 小嶋花梨 （NMB48 チームN）                          | 16日   | 中川美音 （NMB48 チームBII）                     |
| 19日   | 本郷柚巴 （NMB48 チームN）                           | 20日   | 岩田桃夏 （NMB48 チームM）                         | 21日   | 石田優美 （NMB48 チームM）                     | 22日   | 大段舞依 （NMB48 チームM）                          | 23日   | 日下このみ （NMB48 チームN）                     |
| 26日   | 井尻晏菜 （NMB48 チームBII）                         | 27日   | 石塚朱莉 （NMB48 チームBII）                       | 28日   | 城恵理子〈2〉 （NMB48 チームBII）              | -      | -                                                   | -      | -                                                |
| 3月    |                                                      |        |                                                    |        |                                                |        |                                                     |        |                                                  |
| -      | -                                                    | -      | -                                                  | -      | -                                              | 1日    | 矢倉楓子 （NMB48 チームBII）                        | 2日    | 久代梨奈 （NMB48 チームBII）                     |
| 5日    | 沖田彩華 （NMB48 チームBII）                         | 6日    | 村瀬紗英 （NMB48 チームBII）                       | 7日    | 植村梓 （NMB48 チームBII）                     | 8日    | 加藤夕夏 （NMB48 チームM）                          | 9日    | 熊崎晴香 （SKE48 チームE）                       |
| 12日   | 日高優月〈2〉 （SKE48 チームKII）                    | 13日   | 谷川聖〈2〉 （AKB48 チーム8）                      | 14日   | 川本紗矢〈3〉 （AKB48 チーム4）                | 15日   | 山邊歩夢〈2〉 （AKB48 チームB）                     | 16日   | 佐々木優佳里〈2〉 （AKB48 チームA）              |
| 19日   | 野田陽菜乃〈2〉 （AKB48 チーム8）                    | 20日   | 山本瑠香〈2〉 （AKB48 チーム8）                    | 21日   | 下尾みう〈2〉 （AKB48 チーム8）                | 22日   | 西川怜〈2〉 （AKB48 チームB）                       | 23日   | 大川莉央〈2〉 （AKB48 チーム4）                  |
| 26日   | 達家真姫宝〈2〉 （AKB48 チームB）                    | 27日   | 田北香世子〈2〉 （AKB48 チームA）                  | 28日   | 村山彩希〈2〉 （AKB48 チーム4）                | 29日   | 岡田奈々〈2〉 （AKB48 チーム4 STU48）               | 30日   | 谷口めぐ〈2〉 （AKB48 チームA）                  |
| 4月    |                                                      |        |                                                    |        |                                                |        |                                                     |        |                                                  |
| 2日    | 馬嘉伶〈2〉 （AKB48 チーム4 台湾留学生）             | 3日    | 佐藤妃星〈2〉 （AKB48 チーム4）                    | 4日    | 下口ひなな〈2〉 （AKB48 チームK）              | 5日    | 後藤萌咲〈3〉 （AKB48 チームA）                     | 6日    | 岩花詩乃 （HKT48 チームKIV）                     |
| 9日    | 山邊歩夢〈3〉 （AKB48 チームB）                      | 10日   | 下野由貴 （HKT48 チームKIV）                       | 11日   | 上野遥 （HKT48 チームH）                       | 12日   | 山本茉央〈2〉 （HKT48 チームH）                     | 13日   | 清水梨央 （HKT48 チームTII）                     |
| 16日   | 小田彩加〈2〉 （HKT48 チームTII）                    | 17日   | 宮﨑想乃 （HKT48 チームTII）                       | 18日   | 豊永阿紀〈2〉 （HKT48 チームH）                | 19日   | 本間日陽〈2〉 （NGT48 チームNIII）                  | 20日   | 清司麗菜〈2〉 （NGT48 チーム研究生）             |
| 23日   | 井上瑠夏〈2〉 （SKE48 チームS）                      | 24日   | 仲村和泉 （SKE48 研究生）                          | 25日   | 西満里奈 （SKE48 チームE ドラフト研究生）      | 26日   | 平田詩奈 （SKE48 チームE ドラフト研究生）           | 27日   | 由良朱合 （STU48 ドラフト研究生）                |
| 30日   | 佐藤亜海 （NMB48 チームM ドラフト研究生）            | -      | -                                                  | -      | -                                              | -      | -                                                   | -      | -                                                |
| 5月    |                                                      |        |                                                    |        |                                                |        |                                                     |        |                                                  |
| -      | -                                                    | 1日    | 坂本夏海 （NMB48 チームM ドラフト研究生）          | 2日    | 大澤藍 （NMB48 チームM ドラフト研究生）        | 3日    | 溝渕麻莉亜 （NMB48 チームN ドラフト研究生）         | 4日    | 前田令子 （NMB48 チームN ドラフト研究生）        |
| 7日    | 南羽諒 （NMB48 チームBII ドラフト研究生）            | 8日    | 佐藤詩識 （AKB48 チームA ドラフト研究生）          | 9日    | 沖侑果 （STU48 ドラフト研究生）                | 10日   | 對馬優菜子 （NGT48 チームNIII ドラフト研究生）      | 11日   | 藤崎未夢 （NGT48 チームNIII ドラフト研究生）     |
| 14日   | 佐藤海里 （NGT48 チームNIII ドラフト研究生）         | 15日   | 高橋七実 （NGT48 チームNIII ドラフト研究生）       | 16日   | 本田そら （AKB48 チームA ドラフト研究生）      | 17日   | 石綿星南 （AKB48 チーム4 ドラフト研究生）           | 18日   | 岡田梨奈 （AKB48 チームK ドラフト研究生）        |
| 21日   | 大盛真歩 （AKB48 チームB ドラフト研究生）            | 22日   | 吉橋柚花 （AKB48 チーム4 ドラフト研究生）          | 23日   | 永野恵 （AKB48 チームK ドラフト研究生）        | 24日   | 神山莉穂 （AKB48 チームB ドラフト研究生）           | 25日   | 蔵本美結 （AKB48 チーム4 ドラフト研究生）        |
| 28日   | 末永祐月 （AKB48 チームK ドラフト研究生）            | 29日   | 齋藤陽菜 （AKB48 チームB ドラフト研究生）          | 30日   | 原澤音妃 （AKB48 チーム4 ドラフト研究生）      | 31日   | 多田京加 （AKB48 チーム4 ドラフト研究生）           | -      | -                                                |
| 6月    |                                                      |        |                                                    |        |                                                |        |                                                     |        |                                                  |
| -      | -                                                    | -      | -                                                  | -      | -                                              | -      | -                                                   | 1日    | 大竹ひとみ （AKB48 チームB ドラフト研究生）      |
| 4日    | 安藤千伽奈 （NGT48 チームNIII ドラフト研究生）       | 5日    | 奈良未遥〈2〉 （NGT48 研究生）                     | 6日    | 西村菜那子〈2〉 （NGT48 研究生）               | 7日    | 北澤早紀〈3〉 （AKB48 チームB）                     | 8日    | 村山彩希〈3〉 （AKB48 チーム4）                  |
| 11日   | 行天優莉奈〈3〉 （AKB48 チーム8 チーム4）            | 12日   | 髙橋彩音〈2〉 （AKB48 チーム8 チーム4）            | 13日   | 佐藤朱〈2〉 （AKB48 チーム8 チームB）          | 14日   | 立仙愛理 （AKB48 チーム8）                          | 15日   | 谷口もか〈3〉 （AKB48 チーム8 チームK）          |
| 18日   | 都築里佳〈2〉 （SKE48 チームS）                      | 19日   | 菅原茉椰〈2〉 （SKE48 チームE）                    | 20日   | 佐藤佳穂〈2〉 （SKE48 チームE）                | 21日   | 井田玲音名 （SKE48 チームE）                        | 22日   | 福田朱里〈2〉 （STU48）                          |
| 25日   | 矢野帆夏 （STU48）                                   | 26日   | 山根涼羽〈2〉 （AKB48 チームA 研究生）             | 27日   | 塩井日奈子〈2〉 （STU48）                      | 28日   | 土路生優里〈2〉 （STU48）                           | 29日   | 岡田奈々〈3〉 （AKB48 チーム4 STU48）            |
| 7月    |                                                      |        |                                                    |        |                                                |        |                                                     |        |                                                  |
| 2日    | 瀧野由美子〈2〉 （STU48）                            | 3日    | 磯貝花音 （STU48）                                 | 4日    | 松岡はな （HKT48 チームTII）                   | 5日    | 村川緋杏〈2〉 （HKT48 チームTII）                   | 6日    | 堀詩音〈2〉 （NMB48 チームN）                    |
| 9日    | 鵜野みずき （NMB48 チームM）                         | 10日   | 古畑奈和 （SKE48 チームKII）                       | 11日   | 内山命 （SKE48 チームKII）                     | 12日   | 井田玲音名〈2〉 （SKE48 チームE）                   | 13日   | 岡田奈々〈4〉 （AKB48 チーム4 STU48）            |
| 16日   | 信濃宙花 （STU48 ドラフト研究生）                    | 17日   | 溝口亜以子 （STU48 ドラフト研究生）                | 18日   | 山本望叶 （NMB48 チームBII ドラフト研究生）    | 19日   | 川越紗彩 （NGT48 研究生）                           | 20日   | 山崎美里衣 （NGT48 研究生）                      |
| 23日   | 大塚七海 （NGT48 研究生）                            | 24日   | 古澤愛 （NGT48 研究生）                            | 25日   | 渡邉歩咲 （NGT48 研究生）                      | 26日   | 羽切瑠菜 （NGT48 研究生）                           | 27日   | 諸橋姫向 （NGT48 研究生）                        |
| 30日   | 富永夢有 （NGT48 研究生）                            | 31日   | 高沢朋花 （NGT48 研究生）                          | -      | -                                              | -      | -                                                   | -      | -                                                |
| 8月    |                                                      |        |                                                    |        |                                                |        |                                                     |        |                                                  |
| -      | -                                                    | -      | -                                                  | 1日    | 寺田陽菜 （NGT48 研究生）                      | 2日    | 小見山沙空 （NGT48 研究生）                         | 3日    | 古舘葵 （NGT48 研究生）                          |
| 6日    | 三村妃乃 （NGT48 研究生）                            | 7日    | 真下華穂 （NGT48 研究生）                          | 8日    | 小越春花 （NGT48 研究生）                      | 9日    | 曽我部優芽 （NGT48 研究生）                         | 10日   | 石綿星南〈2〉 （AKB48 チーム4 ドラフト研究生）   |
| 13日   | 播磨七海〈2〉 （AKB48 チームB 研究生）               | 14日   | 鈴木くるみ〈2〉 （AKB48 チームA）                  | 15日   | 黒須遥香〈2〉 （AKB48 チーム4 研究生）         | 16日   | 橋本陽菜〈3〉 （AKB48 チーム8 チームK）             | 17日   | 立仙愛理〈2〉 （AKB48 チーム8）                  |
| 20日   | 伊藤きらら （AKB48 チーム8）                         | 21日   | 春本ゆき〈2〉 （AKB48 チーム8 チームK）            | 22日   | 山田杏華〈2〉 （AKB48 チーム8 チームK）        | 23日   | 奥原妃奈子 （AKB48 チーム8 チームB）                | 24日   | 川原美咲〈2〉 （AKB48 チーム8 チームB）          |
| 27日   | 奥本陽菜〈2〉 （AKB48 チーム8 チームA）              | 28日   | 橋本陽菜〈4〉 （AKB48 チーム8 チームK）            | 29日   | 込山榛香〈2〉 （AKB48 チームK）                | 30日   | 勝又彩央里 （AKB48 チームK ドラフト研究生）         | 31日   | 矢作萌夏 （AKB48 チームK ドラフト研究生）        |
| 9月    |                                                      |        |                                                    |        |                                                |        |                                                     |        |                                                  |
| 3日    | 岡田梨奈〈2〉 （AKB48 チームK ドラフト研究生）       | 4日    | 市川愛美〈2〉 （AKB48 チームK）                    | 5日    | 横山結衣〈2〉 （AKB48 チーム8 チームK）        | 6日    | 村山彩希〈4〉 （AKB48 チーム4）                     | 7日    | 山根涼羽〈3〉 （AKB48 チームA 研究生）           |
| 10日   | 山内瑞葵〈2〉 （AKB48 チーム4）                      | 11日   | 髙橋彩音〈3〉 （AKB48 チーム8 チーム4）            | 12日   | 吉川七瀬〈3〉 （AKB48 チーム8 チームB）        | 13日   | 稲垣香織〈2〉 （AKB48 チーム4)                      | 14日   | 秋吉優花〈2〉 （HKT48 チームH）                  |
| 17日   | 下野由貴〈2〉 （HKT48 チームKIV）                    | 18日   | 馬場彩華 （HKT48 チームKIV ドラフト研究生）        | 19日   | 深川舞子 （HKT48 チームKIV）                   | 20日   | 坂本愛玲菜 （HKT48 チームTII）                      | 21日   | 今村麻莉愛 （HKT48 チームTII）                   |
| 24日   | 山内祐奈 （HKT48 チームTII）                         | 25日   | 山下エミリー （HKT48 チームTII）                   | 26日   | 外薗葉月〈2〉 （HKT48 チームTII）              | 27日   | 松田祐実 （HKT48 チームTII ドラフト研究生）         | 28日   | 石安伊 （HKT48 チームTII ドラフト研究生）        |
| 10月   |                                                      |        |                                                    |        |                                                |        |                                                     |        |                                                  |
| 1日    | 伊藤優絵瑠 （HKT48 チームH ドラフト研究生）          | 2日    | 神山莉穂〈2〉 （AKB48 チームB ドラフト研究生）     | 3日    | 石綿星南〈3〉 （AKB48 チーム4 ドラフト研究生） | 4日    | 小林蘭 （AKB48 チームK ドラフト研究生）             | 5日    | 長友彩海〈2〉 （AKB48 チームK 研究生）           |
| 8日    | 末永祐月〈2〉 （AKB48 チームK ドラフト研究生）       | 9日    | 蔵本美結〈2〉 （AKB48 チーム4 ドラフト研究生）     | 10日   | 齋藤陽菜〈2〉 （AKB48 チームB ドラフト研究生） | 11日   | 本田そら〈2〉 （AKB48 チームA ドラフト研究生）      | 12日   | 大竹ひとみ〈2〉 （AKB48 チームB ドラフト研究生） |
| 15日   | 佐藤詩識〈2〉 （AKB48 チームA ドラフト研究生）       | 16日   | 山根涼羽〈4〉 （AKB48 チームA 研究生）             | 17日   | 田口愛佳〈2〉 （AKB48 チームA）                | 18日   | 大家志津香〈2〉 （AKB48 チームB）                   | 19日   | 茂木忍〈2〉 （AKB48 チームK）                    |
| 22日   | 篠崎彩奈〈2〉 （AKB48 チームA）                      | 23日   | 西川怜〈3〉 （AKB48 チームA）                      | 24日   | 本間麻衣〈2〉 （AKB48 チーム4 研究生）         | 25日   | 佐藤美波〈2〉 （AKB48 チームA 研究生）              | 26日   | 末永祐月〈3〉 （AKB48 チームK ドラフト研究生）   |
| 29日   | 齋藤陽菜〈3〉 （AKB48 チームB ドラフト研究生）       | 30日   | 岡田梨奈〈3〉 （AKB48 チームK ドラフト研究生）     | 31日   | 多田京加〈2〉 （AKB48 チーム4 ドラフト研究生） | -      | -                                                   | -      | -                                                |
| 11月   |                                                      |        |                                                    |        |                                                |        |                                                     |        |                                                  |
| -      | -                                                    | -      | -                                                  | -      | -                                              | 1日    | 河野奈々帆 （NMB48 チームN ドラフト研究生）         | 2日    | 大田莉央奈 （NMB48 チームBII ドラフト研究生）    |
| 5日    | 中野美来 （NMB48 チームM ドラフト研究生）            | 6日    | 本郷柚巴〈2〉 （NMB48 チームN）                    | 7日    | 佐藤杏樹〈2〉 （NGT48 チームNIII）             | 8日    | 角ゆりあ〈2〉 （NGT48 チームG）                     | 9日    | 大塚七海〈2〉 （NGT48 研究生）                   |
| 12日   | 羽切瑠菜〈2〉 （NGT48 研究生）                       | 13日   | 高橋七実〈2〉 （NGT48 チームNIII ドラフト 研究生） | 14日   | 川越紗彩〈2〉 （NGT48 研究生）                 | 15日   | 古澤愛〈2〉 （NGT48 研究生）                        | 16日   | 真下華穂〈2〉 （NGT48 研究生）                   |
| 19日   | 安藤千伽奈〈2〉 （NGT48 チームNIII ドラフト 研究生） | 20日   | 山崎美里衣〈2〉 （NGT48 研究生）                   | 21日   | 三村妃乃〈2〉 （NGT48 研究生）                 | 22日   | 渡邉歩咲〈2〉 （NGT48 研究生）                      | 23日   | 小越春花〈2〉 （NGT48 研究生）                   |
| 26日   | 曽我部優芽〈2〉 （NGT48 研究生）                     | 27日   | 前田令子〈2〉 （NMB48 チームN ドラフト研究生）     | 28日   | 石安伊〈2〉 （HKT48 チームTII）                | 29日   | 對馬優菜子〈2〉 （NGT48 チームNIII ドラフト 研究生) | 30日   | 河野奈々帆〈2〉 （NMB48 チームN ドラフト研究生） |
| 12月   |                                                      |        |                                                    |        |                                                |        |                                                     |        |                                                  |
| 3日    | 梅山恋和〈2〉 （NMB48 チームN）                      | 4日    | 日下部愛菜〈2〉 （NGT48 チームG）                  | 5日    | 新谷野々花〈2〉 （STU48）                      | 6日    | 沖侑果〈2〉 （STU48 ドラフト研究生）                | 7日    | 西満里奈〈2〉 （SKE48 チームE ドラフト研究生）   |
| 10日   | 中村舞 （STU48 ドラフト研究生）                      | 11日   | 大盛真歩〈2〉 （AKB48 チームB）                    | 12日   | 吉橋柚花〈2〉 （AKB48 チーム4 ドラフト研究生） | 13日   | 多田京加〈3〉 （AKB48 チーム4）                     | 14日   | 濵咲友菜〈2〉 （AKB48 チーム8 チーム4）          |
| 17日   | 横道侑里〈2〉 （AKB48 チーム8 チームK）              | 18日   | 髙橋彩香〈3〉 （AKB48 チーム8 チーム4）            | 19日   | 歌田初夏〈3〉 （AKB48 チーム8 チーム4）        | 20日   | 村山彩希〈5〉 （AKB48 チーム4）                     | 21日   | 横山結衣〈3〉 （AKB48 チーム8 チームK）          |
| 24日   | 諸橋姫向〈2〉 （NGT48 研究生）                       | 25日   | 高橋七実〈3〉 （NGT48 チームNIII ドラフト研究生）  | 26日   | 本田そら〈3〉 （AKB48 チームA ドラフト研究生） | 27日   | 大竹ひとみ〈3〉 （AKB48 チームB ドラフト研究生）    | 28日   | 谷口めぐ〈3〉 （AKB48 チームB）                  |
| 31日   | 佐藤栞 〈2〉 （AKB48 チーム8 チームB）               | -      | -                                                  | -      | -                                              | -      | -                                                   | -      | -                                                |

#### 2019年
| 月曜日 | 月曜日                                         | 火曜日 | 火曜日                                         | 水曜日 | 水曜日                                         | 木曜日 | 木曜日                                         | 金曜日 | 金曜日                                    |
| 1月    | 1月                                            | 1月    | 1月                                            | 1月    | 1月                                            | 1月    | 1月                                            | 1月    | 1月                                       |
| ------ | ---------------------------------------------- | ------ | ---------------------------------------------- | ------ | ---------------------------------------------- | ------ | ---------------------------------------------- | ------ | ----------------------------------------- |
| -      | -                                              | 1日    | 佐々木優佳里〈3〉 （AKB48 チームB）            | 2日    | 山邊歩夢〈4〉 （AKB48 チームB）                | 3日    | 馬嘉伶〈3〉 （AKB48 チーム4）                  | 4日    | 秋吉優花〈3〉 （HKT48 チームH）           |
| 7日    | 駒田京伽〈3〉 （HKT48 チームH）                | 8日    | 渕上舞 （HKT48 チームKIV）                     | 9日    | 朝長美桜 （HKT48 チームKIV）                   | 10日   | 田島芽瑠 （HKT48 チームH）                     | 11日   | 豊永阿紀〈3〉 （HKT48 チームH）           |
| 14日   | 坂本愛玲菜〈2〉 （HKT48 チームTII）            | 15日   | 神志那結衣〈2〉 （HKT48 チームH）              | 16日   | 坂口理子〈3〉 （HKT48 チームH）                | 17日   | 外薗葉月〈3〉 （HKT48 チームTII）              | 18日   | 山下エミリー〈2〉 （HKT48 チームTII）     |
| 21日   | 堺萌香 （HKT48 チームTII）                     | 22日   | 村川緋杏〈3〉 （HKT48 チームTII）              | 23日   | 千葉恵里〈2〉 （AKB48 チームA）                | 24日   | 宮里莉羅〈2〉 （AKB48 チーム8 チーム4）        | 25日   | 奥原妃奈子〈2〉 （AKB48 チーム8 チームB） |
| 28日   | 奥本陽菜〈3〉 （AKB48 チーム8 チームA）        | 29日   | 峯吉愛梨沙〈2〉 （STU48）                      | 30日   | 大谷満理奈〈2〉 （STU48）                      | 31日   | 菅原早記〈2〉 （STU48）                        | -      | -                                         |
| 2月    |                                                |        |                                                |        |                                                |        |                                                |        |                                           |
| -      | -                                              | -      | -                                              | -      | -                                              | -      | -                                              | 1日    | 今村美月〈2〉 （STU48）                   |
| 4日    | 門脇実優菜〈2〉 （STU48）                      | 5日    | 磯貝花音〈2〉 （STU48）                        | 6日    | 由良朱合〈2〉 （STU48 ドラフト研究生）         | 7日    | 福田朱里〈3〉 （STU48）                        | 8日    | 榊美優〈2〉 （STU48）                     |
| 11日   | 森香穂〈2〉 （STU48）                          | 12日   | 兵頭葵〈2〉 （STU48）                          | 13日   | 三島遥香〈2〉 （STU48）                        | 14日   | 藤原あずさ〈2〉 （STU48）                      | 15日   | 森下舞羽〈2〉 （STU48）                   |
| 18日   | 信濃宙花〈2〉 （STU48 ドラフト研究生）         | 19日   | 新谷野々花〈3〉 （STU48）                      | 20日   | 瀧野由美子〈3〉 （STU48）                      | 21日   | 甲斐心愛〈2〉 （STU48）                        | 22日   | 梅山恋和〈3〉 （NMB48 チームN）           |
| 25日   | 内木志〈2〉 （NMB48 チームN）                  | 26日   | 堀詩音〈3〉 （NMB48 チームN）                  | 27日   | 菖蒲まりん （NMB48 研究生）                    | 28日   | 原かれん （NMB48 研究生）                      | -      | -                                         |
| 3月    |                                                |        |                                                |        |                                                |        |                                                |        |                                           |
| -      | -                                              | -      | -                                              | -      | -                                              | -      | -                                              | 1日    | 山田寿々〈2〉 （NMB48 チームBII）         |
| 4日    | 本郷柚巴〈3〉 （NMB48 チームBII）              | 5日    | 新澤菜央 （NMB48 研究生）                      | 6日    | 小林莉奈 （NMB48 研究生）                      | 7日    | 南羽諒〈2〉 （NMB48 研究生）                   | 8日    | 南波陽向 （NMB48 研究生）                 |
| 11日   | 貞野遥香 （NMB48 研究生）                      | 12日   | 河野奈々帆〈3〉 （NMB48 チームN）              | 13日   | 安田桃寧〈2〉 （NMB48 チームM）                | 14日   | 鵜野みずき〈2〉 （NMB48 チームM）              | 15日   | 中野美来〈2〉 （NMB48 研究生）            |
| 18日   | 大田莉央奈〈2〉 （NMB48 研究生）               | 19日   | 坂本夏海〈2〉 （NMB48 研究生）                 | 20日   | 山崎亜美瑠 （NMB48 研究生）                    | 21日   | 横山結衣〈4〉 （AKB48 チーム8 チームK）        | 22日   | 山田菜々美〈2〉 （AKB48 チーム8 チームK） |
| 25日   | 立仙愛理〈3〉 （AKB48 チーム8）                | 26日   | 吉田華恋〈3〉 （AKB48 チーム8 チームA）        | 27日   | 伊藤きらら〈2〉 （AKB48 チーム8）              | 28日   | 佐藤朱〈3〉 （AKB48 チーム8 チームB）          | 29日   | 福岡聖菜〈3〉 （AKB48 チームB）           |
| 4月    |                                                |        |                                                |        |                                                |        |                                                |        |                                           |
| 1日    | 浅井七海〈2〉 （AKB48 チーム4）                | 2日    | 千葉恵里〈3〉 （AKB48 チームA）                | 3日    | 篠崎彩奈〈3〉 （AKB48 チームA）                | 4日    | 田口愛佳〈3〉 （AKB48 チームA）                | 5日    | 田屋美咲〈2〉 （AKB48 チーム4）           |
| 8日    | 鈴木くるみ〈3〉 （AKB48 チームA）              | 9日    | 稲垣香織〈3〉 （AKB48 チーム4)                 | 10日   | 本間麻衣〈3〉 （AKB48 チーム4 研究生）         | 11日   | 播磨七海〈3〉 （AKB48 チームB 研究生）         | 12日   | 多田京加〈4〉 （AKB48 チーム4）           |
| 15日   | 古川夏凪 （AKB48 チームA ドラフト研究生）      | 16日   | 川本紗矢〈4〉 （AKB48 チーム4）                | 17日   | 永野芹佳〈2〉 （AKB48 チーム8 チーム4）        | 18日   | 髙橋彩音〈4〉 （AKB48 チーム8 チーム4）        | 19日   | 行天優莉奈〈4〉 （AKB48 チーム8 チーム4） |
| 22日   | 大西桃香 （AKB48 チーム8 チーム4）             | 23日   | 三島遥香〈3〉 （STU48）                        | 24日   | 森香穂〈3〉 （STU48）                          | 25日   | 門田桃奈〈2〉 （STU48）                        | 26日   | 榊美優〈3〉 （STU48）                     |
| 29日   | 兵頭葵〈3〉 （STU48）                          | 30日   | 門脇実優菜〈3〉 （STU48）                      | -      | -                                              | -      | -                                              | -      | -                                         |
| 5月    |                                                |        |                                                |        |                                                |        |                                                |        |                                           |
| -      | -                                              | -      | -                                              | 1日    | 河野奈々帆〈4〉 （NMB48 チームN）              | 2日    | 城恵理子〈3〉 （NMB48 チームBII）              | 3日    | 川上礼奈〈2〉 （NMB48 チームM）           |
| 6日    | 山尾梨奈〈2〉 （NMB48 チームN）                | 7日    | 川上千尋〈2〉 （NMB48 チームN）                | 8日    | 北野瑠華 （SKE48 チームKII）                   | 9日    | 高木由麻奈〈2〉 （SKE48 チームKII）            | 10日   | 都築里佳〈3〉 （SKE48 チームS）           |
| 13日   | 川嶋美晴 （SKE48 研究生）                      | 14日   | 中坂美祐 （SKE48 研究生）                      | 15日   | 竹内ななみ （SKE48 研究生）                    | 16日   | 赤堀君江 （SKE48 研究生）                      | 17日   | 荒野姫楓 （SKE48 研究生）                 |
| 20日   | 上村亜柚香 （SKE48 チームS）                   | 21日   | 西満里奈〈3〉 （SKE48 チームE）                | 22日   | 小林蘭〈2〉 （AKB48 チームK ドラフト研究生）   | 23日   | 稲垣香織〈4〉 （AKB48 チーム4)                 | 24日   | 佐藤七海〈2〉 （AKB48 チーム8 チーム4）   |
| 27日   | 歌田初夏〈4〉 （AKB48 チーム8 チーム4）        | 28日   | 奥原妃奈子〈3〉 （AKB48 チーム8 チームB）      | 29日   | 岩立沙穂〈2〉 （AKB48 チームB）                | 30日   | 吉川七瀬〈4〉 （AKB48 チーム8 チームB）        | 31日   | 福岡聖菜〈4〉 （AKB48 チームB）           |
| 6月    |                                                |        |                                                |        |                                                |        |                                                |        |                                           |
| 3日    | 向井地美音〈2〉 （AKB48 チームA）              | 4日    | 小栗有以 （AKB48 チーム8 チームA）             | 5日    | 髙橋彩音〈5〉 （AKB48 チーム8 チーム4）        | 6日    | 行天優莉奈〈5〉 （AKB48 チーム8 チーム4）      | 7日    | 高岡薫〈2〉 （AKB48 チーム8 チーム4）     |
| 10日   | 吉田華恋〈4〉 （AKB48 チーム8 チームA）        | 11日   | 藤園麗 （AKB48 チーム8）                       | 12日   | 服部有菜〈3〉 （AKB48 チーム8 チームB）        | 13日   | 山本瑠香〈3〉 （AKB48 チーム8 チームB）        | 14日   | 春本ゆき〈3〉 （AKB48 チーム8 チームK）   |
| 17日   | 橋本陽菜〈5〉 （AKB48 チーム8 チームK）        | 18日   | 清水麻璃亜〈2〉 （AKB48 チーム8 チームB）      | 19日   | 左伴彩佳〈3〉 （AKB48 チーム8 チームK）        | 20日   | 岡部麟〈2〉 （AKB48 チーム8 チームA）          | 21日   | 佐藤朱〈4〉 （AKB48 チーム8 チームB）     |
| 24日   | 樋渡結依〈3〉 （AKB48 チームB）                | 25日   | 大森美優〈2〉 （AKB48 チーム4）                | 26日   | 佐々木優佳里〈4〉 （AKB48 チームB）            | 27日   | 下口ひなな〈3〉 （AKB48 チームK）              | 28日   | 瀧野由美子〈4〉 （STU48）                 |
| 7月    |                                                |        |                                                |        |                                                |        |                                                |        |                                           |
| 1日    | 今村美月〈3〉 （STU48）                        | 2日    | 谷口めぐ〈4〉 （AKB48 チームB）                | 3日    | 内木志〈3〉 （NMB48 チームBII）                | 4日    | 清水里香〈2〉 （NMB48 チームN）                | 5日    | 小嶋花梨〈2〉 （NMB48 チームBII）         |
| 8日    | 溝渕麻莉亜〈2〉 （NMB48 研究生）               | 9日    | 坂本夏海〈3〉 （NMB48 研究生）                 | 10日   | 三宅ゆりあ （NMB48 研究生）                    | 11日   | 横野すみれ （NMB48 研究生）                    | 12日   | 大段結愛 （NMB48 研究生）                 |
| 15日   | 北村真菜 （NMB48 研究生）                      | 16日   | 出口結菜 （NMB48 研究生）                      | 17日   | 小川結夏 （NMB48 研究生）                      | 18日   | 岡本怜奈 （NMB48 研究生）                      | 19日   | 塩月希依音 （NMB48 チームBII）            |
| 22日   | 堀ノ内百香 （NMB48 研究生）                    | 23日   | 安部若菜 （NMB48 研究生）                      | 24日   | 山崎亜美瑠〈2〉 （NMB48 研究生）               | 25日   | 菖蒲まりん〈2〉 （NMB48 研究生）               | 26日   | 泉綾乃 （NMB48 研究生）                   |
| 29日   | 河野奈々帆〈5〉 （NMB48 チームN）              | 30日   | 小林蘭〈3〉 （AKB48 チームK）                  | 31日   | 吉橋柚花〈3〉 （AKB48 チーム4 ドラフト研究生） | -      | -                                              | -      | -                                         |
| 8月    |                                                |        |                                                |        |                                                |        |                                                |        |                                           |
| -      | -                                              | -      | -                                              | -      | -                                              | 1日    | 佐藤詩識〈3〉 （AKB48 チームA ドラフト研究生） | 2日    | 山根涼羽〈5〉 （AKB48 チームA）           |
| 5日    | 石綿星南〈4〉 （AKB48 チーム4 ドラフト研究生） | 6日    | 北澤早紀〈4〉 （AKB48 チームB）                | 7日    | 後藤萌咲〈4〉 （AKB48 チームA）                | 8日    | 坂口理子〈4〉 （HKT48 チームH）                | 9日    | 水上凜巳花 （HKT48 研究生）               |
| 12日   | 田中菜津美 （HKT48 チームH）                   | 13日   | 市村愛里 （HKT48 研究生）                      | 14日   | 栗山梨奈 （HKT48 研究生）                      | 15日   | 石安伊〈3〉 （HKT48 チームTII）                | 16日   | 小川紗奈 （HKT48 研究生）                 |
| 19日   | 深川舞子〈2〉 （HKT48 チームKIV）              | 20日   | 川平聖 （HKT48 研究生）                        | 21日   | 平野百菜 （SKE48 研究生）                      | 22日   | 井上瑠夏〈3〉 （SKE48 チームS）                | 23日   | 坂本真凛 （SKE48 チームS）                |
| 26日   | 大谷悠妃 （SKE48 チームS）                     | 27日   | 上村亜柚香〈2〉 （SKE48 チームS）              | 28日   | 浅井裕華〈2〉 （SKE48 チームE）                | 29日   | 深井ねがい〈2〉 （SKE48 チームE）              | 30日   | 赤堀君江〈2〉 （SKE48 研究生）            |
| 9月    |                                                |        |                                                |        |                                                |        |                                                |        |                                           |
| 2日    | 入内嶋涼 （SKE48 研究生）                      | 3日    | 石川花音 （SKE48 研究生）                      | 4日    | 川嶋美晴〈2〉 （SKE48 研究生）                 | 5日    | 荒野姫楓〈2〉 （SKE48 研究生）                 | 6日    | 竹内ななみ〈2〉 （SKE48 研究生）          |
| 9日    | 藤本冬香 （SKE48 研究生）                      | 10日   | 大橋真子 （SKE48 研究生）                      | 11日   | 田辺美月 （SKE48 研究生）                      | 12日   | 白井友紀乃 （SKE48 研究生）                    | 13日   | 松本慈子〈2〉 （SKE48 チームS）           |
| 16日   | 川本紗矢〈5〉 （AKB48 チーム4）                | 17日   | 黒須遥香〈3〉 （AKB48 チーム4）                | 18日   | 歌田初夏〈5〉 （AKB48 チーム8 チーム4）        | 19日   | 岡田奈々〈5〉 （AKB48 チーム4 STU48）          | 20日   | 平野ひかる〈3〉 （AKB48 チーム8 チーム4） |
| 23日   | 奥原妃奈子〈4〉 （AKB48 チーム8 チームB）      | 24日   | 下口ひなな〈4〉 （AKB48 チームK）              | 25日   | 鈴木くるみ〈4〉 （AKB48 チームA）              | 26日   | 道枝咲〈2〉 （AKB48 チームA）                  | 27日   | 佐藤美波〈3〉 （AKB48 チームA）           |
| 30日   | 本間麻衣〈4〉 （AKB48 チーム4 研究生）         | -      | -                                              | -      | -                                              | -      | -                                              | -      | -                                         |
| 10月   |                                                |        |                                                |        |                                                |        |                                                |        |                                           |
| -      | -                                              | 1日    | 前田彩佳〈2〉 （AKB48 チームA）                | 2日    | 大竹ひとみ〈4〉 （AKB48 チームB）              | 3日    | 北澤早紀〈5〉 （AKB48 チームB）                | 4日    | 市川愛美〈3〉 （AKB48 チームK）           |
| 7日    | 武藤小麟〈2〉 （AKB48 チームK）                | 8日    | 稲垣香織〈5〉 （AKB48 チーム4)                 | 9日    | 多田京加〈5〉 （AKB48 チーム4）                | 10日   | 杉浦琴音 （NMB48 研究生）                      | 11日   | 小嶋花梨〈3〉 （NMB48 チームBII）         |
| 14日   | 小川結夏〈2〉 （NMB48 研究生）                 | 15日   | 山崎亜美瑠〈3〉 （NMB48 研究生）               | 16日   | 出口結菜〈2〉 （NMB48 研究生）                 | 17日   | 菖蒲まりん〈3〉 （NMB48 研究生）               | 18日   | 横野すみれ〈2〉 （NMB48 研究生）          |
| 21日   | 原かれん〈2〉 （NMB48 研究生）                 | 22日   | 川上礼奈〈3〉 （NMB48 チームM）                | 23日   | 中川美音〈2〉 （NMB48 チームBII）              | 24日   | 梅山恋和〈4〉 （NMB48 チームBII）              | 25日   | 山根涼羽〈6〉 （AKB48 チームA）           |
| 28日   | 南羽諒〈3〉 （NMB48 チームN）                  | 29日   | 貞野遥香〈2〉 （NMB48 研究生）                 | 30日   | 中野美来〈3〉 （NMB48 研究生）                 | 31日   | 山田寿々〈3〉 （NMB48 チームBII）              | -      | -                                         |
| 11月   |                                                |        |                                                |        |                                                |        |                                                |        |                                           |
| -      | -                                              | -      | -                                              | -      | -                                              | -      | -                                              | 1日    | 新澤菜央〈2〉 （NMB48 研究生）            |
| 4日    | 小林莉奈〈2〉 （NMB48 研究生）                 | 5日    | 竹内ななみ〈3〉 （SKE48 研究生）               | 6日    | 岡本彩夏 （SKE48 研究生）                      | 7日    | 青海ひな乃 （SKE48 研究生）                    | 8日    | 入内嶋涼〈2〉 （SKE48 研究生）            |
| 11日   | 西満里奈〈4〉 （SKE48 チームE）                | 12日   | 鈴木愛菜 （SKE48 研究生）                      | 13日   | 石川花音〈2〉 （SKE48 研究生）                 | 14日   | 池田楓 （SKE48 研究生）                        | 15日   | 髙畑結希〈2〉 （SKE48 チームE）           |
| 18日   | 井上瑠夏〈4〉 （SKE48 チームS）                | 19日   | 野村実代〈2〉 （SKE48 チームS）                | 20日   | 田辺美月〈2〉 （SKE48 研究生）                 | 21日   | 荒野姫楓〈3〉 （SKE48 研究生）                 | 22日   | 倉島杏実〈2〉 （SKE48 チームE）           |
| 25日   | 石黒友月〈2〉 （SKE48 チームS）                | 26日   | 鈴木恋奈 （SKE48 研究生）                      | 27日   | 川嶋美晴〈3〉 （SKE48 研究生）                 | 28日   | 平野百菜〈2〉 （SKE48 研究生）                 | 29日   | 白井友紀乃〈2〉 （SKE48 研究生）          |
| 12月   |                                                |        |                                                |        |                                                |        |                                                |        |                                           |
| 2日    | 白井琴望 （SKE48 チームKII）                   | 3日    | 岡本彩夏〈2〉 （SKE48 研究生）                 | 4日    | 江籠裕奈 （SKE48 チームKII）                   | 5日    | 福士奈央〈2〉 （SKE48 チームE）                | 6日    | 斉藤真木子 （SKE48 チームE）              |
| 9日    | 吉田朱里〈2〉 （NMB48 チームN）                | 10日   | 坂口理子〈5〉 （HKT48 チームH）                | 11日   | 今村美月〈4〉 （STU48）                        | 12日   | 薮下楓〈3〉 （STU48）                          | 13日   | 沖侑果〈3〉 （STU48 ドラフト3期生）       |
| 16日   | 谷口茉妃菜〈2〉 （STU48）                      | 17日   | 森下舞羽〈3〉 （STU48）                        | 18日   | 兵頭葵〈4〉 （STU48）                          | 19日   | 福田朱里〈4〉 （STU48）                        | 20日   | 山邊歩夢〈5〉 （AKB48 チームB）           |
| 23日   | 馬嘉伶〈4〉 （AKB48 チーム4）                  | 24日   | 石綿星南〈5〉 （AKB48 チーム4 ドラフト研究生） | 25日   | 本間麻衣〈5〉 （AKB48 チーム4 研究生）         | 26日   | 市川愛美〈4〉 （AKB48 チームK）                | 27日   | 佐藤妃星〈3〉 （AKB48 チーム4）           |
| 30日   | 田北香世子〈3〉 （AKB48 チームB）              | 31日   | 大竹ひとみ〈5〉 （AKB48 チームB）              | -      | -                                              | -      | -                                              | -      | -                                         |

#### 2020年
| 月曜日 | 月曜日                                         | 火曜日 | 火曜日                                         | 水曜日 | 水曜日                                         | 木曜日 | 木曜日                                         | 金曜日 | 金曜日                                         |
| 1月    | 1月                                            | 1月    | 1月                                            | 1月    | 1月                                            | 1月    | 1月                                            | 1月    | 1月                                            |
| ------ | ---------------------------------------------- | ------ | ---------------------------------------------- | ------ | ---------------------------------------------- | ------ | ---------------------------------------------- | ------ | ---------------------------------------------- |
| -      | -                                              | -      | -                                              | 1日    | 小林蘭〈4〉 （AKB48 チームK）                  | 2日    | 吉橋柚花〈4〉 （AKB48 チーム4 ドラフト研究生） | 3日    | 末永祐月〈4〉 （AKB48 チームK ドラフト研究生） |
| 6日    | 中坂美祐〈2〉 （SKE48 研究生）                 | 7日    | 入内嶋涼〈3〉 （SKE48 研究生）                 | 8日    | 白井友紀乃〈3〉 （SKE48 研究生）               | 9日    | 田辺美月〈3〉 （SKE48 研究生）                 | 10日   | 都築里佳〈4〉 （SKE48 チームS）                |
| 13日   | 相川暖花 （SKE48 チームE）                     | 14日   | 片岡成美〈2〉 （SKE48 チームKII）              | 15日   | 井田玲音名〈3〉 （SKE48 チームE）              | 16日   | 杉山愛佳 （SKE48 チームS）                     | 17日   | 坂本真凛〈2〉 （SKE48 チームS）                |
| 20日   | 中野愛理 （SKE48 チームKII）                   | 21日   | 池田楓〈2〉 （SKE48 研究生）                   | 22日   | 日高優月〈3〉 （SKE48 チームKII）              | 23日   | 福田朱里〈5〉 （STU48）                        | 24日   | 橋本陽菜〈6〉 （AKB48 チーム8 チームK）        |
| 27日   | 藤園麗〈2〉 （AKB48 チーム8）                  | 28日   | 立仙愛理〈4〉 （AKB48 チーム8）                | 29日   | 塩原香凜 （AKB48 チーム8）                     | 30日   | 蒲地志奈 （AKB48 チーム8）                     | 31日   | 川原美咲〈3〉 （AKB48 チーム8 チームB）        |
| 2月    |                                                |        |                                                |        |                                                |        |                                                |        |                                                |
| 3日    | 奥本陽菜〈4〉 （AKB48 チーム8 チームA）        | 4日    | 春本ゆき〈4〉 （AKB48 チーム8 チームK）        | 5日    | 山田杏華〈3〉 （AKB48 チーム8 チームK）        | 6日    | 奥原妃奈子〈5〉 （AKB48 チーム8 チームB）      | 7日    | 福留光帆 （AKB48 チーム8）                     |
| 10日   | 徳永羚海 （AKB48 チーム8）                     | 11日   | 松村美紅 （AKB48 チーム8）                     | 12日   | 上見天乃 （AKB48 チーム8）                     | 13日   | 尾上美月 （AKB48 チーム8）                     | 14日   | 布谷梨琉 （AKB48 チーム8）                     |
| 17日   | 鈴木優香 （AKB48 チーム8）                     | 18日   | 歌田初夏〈6〉 （AKB48 チーム8 チーム4）        | 19日   | 村山彩希〈6〉 （AKB48 チーム4）                | 20日   | 石綿星南〈6〉 （AKB48 チーム4 ドラフト研究生） | 21日   | 多田京加〈6〉 （AKB48 チーム4）                |
| 24日   | 宮崎美穂 （AKB48 チームA）                     | 25日   | 中西智代梨〈3〉 （AKB48 チームB）              | 26日   | 奥原妃奈子〈6〉 （AKB48 チーム8 チームB）      | 27日   | 佐藤美波〈4〉 （AKB48 チームA）                | 28日   | 本間麻衣〈6〉 （AKB48 チーム4 研究生）         |
| 3月    |                                                |        |                                                |        |                                                |        |                                                |        |                                                |
| 2日    | 鈴木くるみ〈5〉 （AKB48 チームA）              | 3日    | 蔵本美結〈3〉 （AKB48 チーム4 ドラフト研究生） | 4日    | 小林蘭〈5〉 （AKB48 チームK）                  | 5日    | 武藤小麟〈3〉 （AKB48 チームK）                | 6日    | 横野すみれ〈3〉 （NMB48 チームBII）            |
| 9日    | 長野雅 （HKT48 研究生）                        | 10日   | 沖侑果〈4〉 （STU48 ドラフト3期生）            | 11日   | 立仙愛理〈5〉 （AKB48 チーム8）                | 12日   | 坂川陽香 （AKB48 チーム8）                     | 13日   | 蒲地志奈〈2〉 （AKB48 チーム8）                |
| 16日   | 井上美優 （AKB48 チーム8）                     | 17日   | 御供茉白 （AKB48 チーム8）                     | 18日   | 長谷川百々花 （AKB48 チーム8）                 | 19日   | 宮里莉羅〈3〉 （AKB48 チーム8 チーム4）        | 20日   | 川原美咲〈4〉 （AKB48 チーム8 チームB）        |
| 23日   | 吉田華恋〈5〉 （AKB48 チーム8 チームA）        | 24日   | 歌田初夏〈7〉 （AKB48 チーム8 チーム4）        | 25日   | 山田杏華〈4〉 （AKB48 チーム8 チームK）        | 26日   | 布谷梨琉〈2〉 （AKB48 チーム8）                | 27日   | 塩原香凜〈2〉 （AKB48 チーム8）                |
| 30日   | 髙橋彩音〈6〉 （AKB48 チーム8 チーム4）        | 31日   | 濵咲友菜〈3〉 （AKB48 チーム8 チーム4）        | -      | -                                              | -      | -                                              | -      | -                                              |
| 4月    |                                                |        |                                                |        |                                                |        |                                                |        |                                                |
| -      | -                                              | -      | -                                              | 1日    | 込山榛香〈3〉 （AKB48 チームK）                | 2日    | 下口ひなな〈5〉 （AKB48 チームK）              | 3日    | 小田えりな〈2〉 （AKB48 チーム8 チームK）      |
| 6日    | 佐藤朱〈5〉 （AKB48 チーム8 チームB）          | 7日    | 菅原茉椰〈3〉 （SKE48 チームE）                | 8日    | 村川緋杏〈4〉 （HKT48 チームTII）              | 9日    | 運上弘菜〈2〉 （HKT48 チームKIV）              | 10日   | 小田彩加〈3〉 （HKT48 チームTII）              |
| 13日   | 地頭江音々 （HKT48 チームKIV）                 | 14日   | 松本日向 （HKT48 チームTII）                   | 15日   | 栗原紗英〈2〉 （HKT48 チームTII）              | 16日   | 荒巻美咲〈2〉 （HKT48 チームTII）              | 17日   | 石橋颯 （HKT48 研究生）                        |
| 20日   | 坂本りの （HKT48 研究生）                      | 21日   | 坂本愛玲菜〈3〉 （HKT48 チームTII）            | 22日   | 山内祐奈〈2〉 （HKT48 チームTII）              | 23日   | 伊藤優絵瑠〈2〉 （HKT48 チームH）              | 24日   | 馬場彩華〈2〉 （HKT48 チームKIV）              |
| 27日   | 上島楓 （HKT48 研究生）                        | 28日   | 後藤陽菜乃 （HKT48 研究生）                    | 29日   | 竹本くるみ （HKT48 研究生）                    | 30日   | 村上和叶 （HKT48 研究生）                      | -      | -                                              |
| 5月    |                                                |        |                                                |        |                                                |        |                                                |        |                                                |
| -      | -                                              | -      | -                                              | -      | -                                              | -      | -                                              | 1日    | 工藤陽香 （HKT48 研究生）                      |
| 4日    | 松岡はな〈2〉 （HKT48 チームTII）              | 5日    | 田中伊桜莉 （HKT48 研究生）                    | 6日    | 田中美久 （HKT48 チームH）                     | 7日    | 渡部愛加里 （HKT48 チームH）                   | 8日    | 豊永阿紀〈4〉 （HKT48 チームH）                |
| 11日   | 宮﨑想乃〈2〉 （HKT48 チームTII）              | 12日   | 武田智加 （HKT48 チームTII）                   | 13日   | 松岡菜摘 （HKT48 チーH）                       | 14日   | 田中皓子〈2〉 （STU48）                        | 15日   | 信濃宙花〈3〉 （STU48 ドラフト3期生）          |
| 18日   | 今村美月〈5〉 （STU48）                        | 19日   | 清司麗菜〈3〉 （NGT48 1期生）                  | 20日   | 西村菜那子〈3〉 （NGT48 1期生）                | 21日   | 山根涼羽〈7〉 （AKB48 チームA）                | 22日   | 井上瑠夏〈5〉 （SKE48 チームS）                |
| 25日   | 岩田陽菜〈2〉 （STU48）                        | 26日   | 日下部愛菜〈3〉 （NGT48 1期生）                | 27日   | 諸橋姫向〈3〉 （NGT48 研究生）                 | 28日   | 對馬優菜子〈3〉 （NGT48 ドラフト3期 研究生）   | 29日   | 佐藤海里〈2〉 （NGT48 ドラフト3期 研究生）     |
| 6月    |                                                |        |                                                |        |                                                |        |                                                |        |                                                |
| 1日    | 小林蘭〈6〉 （AKB48 チームK）                  | 2日    | 橋本陽菜〈7〉 （AKB48 チーム8 チームK）        | 3日    | 山本瑠香〈4〉 （AKB48 チーム8 チームB）        | 4日    | 左伴彩佳〈4〉 （AKB48 チーム8 チームK）        | 5日    | 小田えりな〈3〉 （AKB48 チーム8 チームK）      |
| 8日    | 歌田初夏〈8〉 （AKB48 チーム8 チーム4）        | 9日    | 坂口渚沙〈2〉 （AKB48 チーム8 チーム4）        | 10日   | 運上弘菜〈3〉 （HKT48 チームKIV）              | 11日   | 本村碧唯 （HKT48 チームKIV）                   | 12日   | 今田美奈 （HKT48 チームKIV）                   |
| 15日   | 下野由貴〈3〉 （HKT48 チームKIV）              | 16日   | 今村麻莉愛〈2〉 （HKT48 チームTII）            | 17日   | 上野遥〈2〉 （HKT48 チームH）                  | 18日   | 竹本くるみ〈2〉 （HKT48 研究生）               | 19日   | 坂口理子〈6〉 （HKT48 チームH）                |
| 22日   | 熊沢世莉奈〈2〉 （HKT48 チームKIV）            | 23日   | 松岡はな〈3〉 （HKT48 チームTII）              | 24日   | 清司麗菜〈4〉 （NGT48 1期生）                  | 25日   | 藤崎未夢〈2〉 （NGT48 ドラフト3期 研究生）     | 26日   | 真下華穂〈3〉 （NGT48 研究生)                  |
| 29日   | 寺田陽菜〈2〉 （NGT48 研究生)                  | 30日   | 川越紗彩〈3〉 （NGT48 研究生)                  | -      | -                                              | -      | -                                              | -      | -                                              |
| 7月    |                                                |        |                                                |        |                                                |        |                                                |        |                                                |
| -      | -                                              | -      | -                                              | 1日    | 三村妃乃〈3〉 （NGT48 研究生）                 | 2日    | 古舘葵〈2〉 （NGT48 研究生）                   | 3日    | 大塚七海〈3〉 （NGT48 研究生）                 |
| 6日    | 小見山沙空〈2〉 （NGT48 研究生）               | 7日    | 小越春花〈3〉 （NGT48 研究生）                 | 8日    | 塩原香凜〈3〉 （AKB48 チーム8）                | 9日    | 井上美優〈2〉 （AKB48 チーム8）                | 10日   | 尾上美月〈2〉 （AKB48 チーム8）                |
| 13日   | 福留光帆〈2〉 （AKB48 チーム8）                | 14日   | 川原美咲〈5〉 （AKB48 チーム8 チームB）        | 15日   | 武田智加〈2〉 （HKT48 チームTII）              | 16日   | 小嶋花梨〈4〉 （NMB48 チームBII）              | 17日   | 北村真菜〈2〉 （NMB48 研究生）                 |
| 20日   | 小川結夏〈3〉 （NMB48 チームBII）              | 21日   | 岡本怜奈〈2〉 （NMB48 チームBII）              | 22日   | 三宅ゆりあ〈2〉 （NMB48 チームBII）            | 23日   | 本郷柚巴〈4〉 （NMB48 チームBII）              | 24日   | 堀詩音〈4〉 （NMB48 チームM）                  |
| 27日   | 安田桃寧〈3〉 （NMB48 チームM）                | 28日   | 千葉恵里〈4〉 （AKB48 チームA）                | 29日   | 荒野姫楓〈4〉 （SKE48 チームS）                | 30日   | 竹内ななみ〈4〉 （SKE48 研究生）               | 31日   | 中坂美祐〈3〉 （SKE48 研究生）                 |
| 8月    |                                                |        |                                                |        |                                                |        |                                                |        |                                                |
| 3日    | 岡本彩夏〈3〉 （SKE48 チームKII）              | 4日    | 古舘葵〈3〉 （NGT48 研究生）                   | 5日    | 真下華穂〈4〉 （NGT48 研究生）                 | 6日    | 前田令子〈3〉 （NMB48 チームM）                | 7日    | 貞野遥香〈3〉 （NMB48 チームN）                |
| 10日   | 出口結菜〈3〉 （NMB48 チームM）                | 11日   | 上島楓〈2〉 （HKT48 研究生）                   | 12日   | 坂本りの〈2〉 （HKT48 研究生）                 | 13日   | 富永夢有〈2〉 （NGT48 研究生)                  | 14日   | 佐藤海里〈3〉 （NGT48 ドラフト3期 研究生）     |
| 17日   | 加藤美南〈2〉 （NGT48 研究生）                 | 18日   | 小見山沙空〈3〉 （NGT48 研究生）               | 19日   | 本間日陽〈3〉 （NGT48 1期生）                  | 20日   | 水上凜巳花〈2〉 （HKT48 研究生）               | 21日   | 渡部愛加里〈2〉 （HKT48 チームH）              |
| 24日   | 伊藤優絵瑠〈3〉 （HKT48 チームH）              | 25日   | 栗山梨奈〈2〉 （HKT48 研究生）                 | 26日   | 藤園麗〈3〉 （AKB48 チーム8）                  | 27日   | 橋本陽菜〈8〉 （AKB48 チーム8 チームK）        | 28日   | 下口ひなな〈6〉 （AKB48 チームK）              |
| 31日   | 荒井優希 （SKE48 チームKII）                   | -      | -                                              | -      | -                                              | -      | -                                              | -      | -                                              |
| 9月    |                                                |        |                                                |        |                                                |        |                                                |        |                                                |
| -      | -                                              | 1日    | 奈良未遥〈3〉 （NGT48 1期生）                  | 2日    | 西村菜那子〈4〉 （NGT48 1期生）                | 3日    | 髙橋彩香〈4〉 （AKB48 チーム8 チーム4）        | 4日    | 清水麻璃亜〈3〉 （AKB48 チーム8 チームB）      |
| 7日    | 長友彩海〈3〉 （AKB48 チームK）                | 8日    | 齋藤陽菜〈4〉 （AKB48 チームB ドラフト研究生） | 9日    | 石綿星南〈7〉 （AKB48 チーム4 ドラフト研究生） | 10日   | 村山彩希〈7〉 （AKB48 チーム4）                | 11日   | 北澤早紀〈6〉 （AKB48 チームB）                |
| 14日   | 古川夏凪〈2〉 （AKB48 チームA ドラフト研究生） | 15日   | 大竹ひとみ〈6〉 （AKB48 チームB）              | 16日   | 川原美咲〈6〉 （AKB48 チーム8 チームB）        | 17日   | 鈴木くるみ〈6〉 （AKB48 チームA）              | 18日   | 服部有菜〈4〉 （AKB48 チーム8 チームB）        |
| 21日   | 前田彩佳〈3〉 （AKB48 チームA）                | 22日   | 田口愛佳〈4〉 （AKB48 チームA）                | 23日   | 藤園麗〈4〉 （AKB48 チーム8）                  | 24日   | 長谷川百々花〈2〉 （AKB48 チーム8）            | 25日   | 福留光帆〈3〉 （AKB48 チーム8）                |
| 28日   | 鈴木優香〈2〉 （AKB48 チーム8）                | 29日   | 奥原妃奈子〈7〉 （AKB48 チーム8 チームB）      | 30日   | 北澤早紀〈7〉 （AKB48 チームB）                | -      | -                                              | -      | -                                              |
| 10月   |                                                |        |                                                |        |                                                |        |                                                |        |                                                |
| -      | -                                              | -      | -                                              | -      | -                                              | 1日    | 永野恵〈2〉 （AKB48 チームK ドラフト研究生）   | 2日    | 西川怜〈4〉 （AKB48 チームA）                  |
| 5日    | 田北香世子〈4〉 （AKB48 チームB）              | 6日    | 多田京加〈7〉 （AKB48 チーム4）                | 7日    | 尾上美月〈3〉 （AKB48 チーム8）                | 8日    | 上見天乃〈2〉 （AKB48 チーム8）                | 9日    | 坂川陽香〈2〉 （AKB48 チーム8）                |
| 12日   | 多田京加〈8〉 （AKB48 チーム4）                | 13日   | 大家志津香〈3〉 （AKB48 チームB）              | 14日   | 奥原妃奈子〈8〉 （AKB48 チーム8 チームB）      | 15日   | 山田杏華〈5〉 （AKB48 チーム8 チームK）        | 16日   | 福留光帆〈4〉 （AKB48 チーム8）                |
| 19日   | 蒲地志奈〈3〉 （AKB48 チーム8）                | 20日   | 徳永羚海〈2〉 （AKB48 チーム8）                | 21日   | 立仙愛理〈6〉 （AKB48 チーム8）                | 22日   | 奥本陽菜〈5〉 （AKB48 チーム8 チームA）        | 23日   | 長谷川百々花〈3〉 （AKB48 チーム8）            |
| 26日   | 宮里莉羅〈4〉 （AKB48 チーム8 チーム4）        | 27日   | 稲垣香織〈6〉 （AKB48 チーム4）                | 28日   | 村山彩希〈8〉 （AKB48 チーム4）                | 29日   | 岡田奈々〈6〉 （AKB48 チーム4 STU48）          | 30日   | 平野ひかる〈4〉 （AKB48 チーム8 チーム4）      |
| 11月   |                                                |        |                                                |        |                                                |        |                                                |        |                                                |
| 2日    | 吉田華恋〈6〉 （AKB48 チーム8 チームA）        | 3日    | 行天優莉奈〈6〉 （AKB48 チーム8 チーム4）      | 4日    | 齋藤陽菜〈5〉 （AKB48 チームB）                | 5日    | 髙橋彩音〈7〉 （AKB48 チーム8 チーム4）        | 6日    | 向井地美音〈3〉 （AKB48 チームA）              |
| 9日    | 吉橋柚花〈5〉 （AKB48 チーム4 ドラフト研究生） | 10日   | 高岡薫〈3〉 （AKB48 チーム8 チーム4            | 11日   | 髙橋彩香〈5〉 （AKB48 チーム8 チーム4）        | 12日   | 坂口渚沙〈3〉 （AKB48 チーム8 チーム4）        | 13日   | 松村美紅〈2〉 （AKB48 チーム8）                |
| 16日   | 春本ゆき〈5〉 （AKB48 チーム8 チームK）        | 17日   | 川原美咲〈7〉 （AKB48 チーム8 チームB）        | 18日   | 奥本陽菜〈6〉 （AKB48 チーム8 チームA）        | 19日   | 藤園麗〈5〉 （AKB48 チーム8）                  | 20日   | 稲垣香織〈7〉 （AKB48 チーム4）                |
| 23日   | 黒須遥香〈4〉 （AKB48 チーム4）                | 24日   | 鈴木くるみ〈7〉 （AKB48 チームA）              | 25日   | 道枝咲〈3〉 （AKB48 チームA）                  | 26日   | 佐藤美波〈5〉 （AKB48 チームA）                | 27日   | 山根涼羽〈8〉 （AKB48 チームA）                |
| 30日   | 中野美来〈4〉 （NMB48 チームBII）              | -      | -                                              | -      | -                                              | -      | -                                              | -      | -                                              |
| 12月   |                                                |        |                                                |        |                                                |        |                                                |        |                                                |
| -      | -                                              | 1日    | 小嶋花梨〈5〉 （NMB48 チームBII）              | 2日    | 黒田楓和 （NMB48 研究生）                      | 3日    | 平山真衣 （NMB48 研究生）                      | 4日    | 佐月愛果 （NMB48 研究生）                      |
| 7日    | 折坂心春 （NMB48 研究生）                      | 8日    | 芳野心咲 （NMB48 研究生）                      | 9日    | 眞鍋杏樹 （NMB48 研究生）                      | 10日   | 和田海佑 （NMB48 研究生）                      | 11日   | 浅尾桃香 （NMB48 研究生）                      |
| 14日   | 隅野和奏 （NMB48 研究生）                      | 15日   | 瓶野神音 （NMB48 研究生）                      | 16日   | 早川夢菜 （NMB48 研究生）                      | 17日   | 出口結菜〈4〉 （NMB48 チームM）                | 18日   | 菖蒲まりん〈4〉 （NMB48 チームN）              |
| 21日   | 岡本怜奈〈3〉 （NMB48 チームBII）              | 22日   | 小川結夏〈4〉 （NMB48 チームBII）              | 23日   | 北村真菜〈3〉 （NMB48 研究生）                 | 24日   | 新澤菜央〈3〉 （NMB48 チームBII）              | 25日   | 堀詩音〈5〉 （NMB48 チームM）                  |
| 28日   | 村川緋杏〈5〉 （HKT48 チームTII）              | 29日   | 外薗葉月〈4〉 （HKT48 チームTII）              | 30日   | 本村碧唯〈2〉 （HKT48 チームKIV）              | 31日   | 武田智加〈3〉 （HKT48 チームTII）              | -      | -                                              |

#### 2021年
| 月曜日 | 月曜日                                    | 火曜日 | 火曜日                                    | 水曜日 | 水曜日                                    | 木曜日 | 木曜日                                     | 金曜日 | 金曜日                                  |
| 1月    | 1月                                       | 1月    | 1月                                       | 1月    | 1月                                       | 1月    | 1月                                        | 1月    | 1月                                     |
| ------ | ----------------------------------------- | ------ | ----------------------------------------- | ------ | ----------------------------------------- | ------ | ------------------------------------------ | ------ | --------------------------------------- |
| -      | -                                         | -      | -                                         | -      | -                                         | -      | -                                          | 1日    | 小田彩加〈4〉 （HKT48 チームTII）       |
| 4日    | 後藤陽菜乃〈2〉 （HKT48 研究生）          | 5日    | 馬場彩華〈3〉 （HKT48 チームKIV）         | 6日    | 佐藤海里〈4〉 （NGT48 ドラフト3期生）     | 7日    | 藤崎未夢〈3〉 （NGT48 ドラフト3期生）      | 8日    | 大塚七海〈4〉 （NGT48 2期生）           |
| 11日   | 古舘葵〈4〉 （NGT48 2期生）               | 12日   | 藤園麗〈6〉 （AKB48 チーム8）             | 13日   | 髙橋彩香〈6〉 （AKB48 チーム8 チーム4）   | 14日   | 川原美咲〈8〉 （AKB48 チーム8 チームB）    | 15日   | 上見天乃〈3〉 （AKB48 チーム8）         |
| 18日   | 長友彩海〈4〉 （AKB48 チームK）           | 19日   | 堺萌香〈2〉 （HKT48 チームTII）           | 20日   | 栗山梨奈〈3〉 （HKT48 研究生）            | 21日   | 長野雅〈2〉 （HKT48 研究生）               | 22日   | 竹本くるみ〈3〉 （HKT48 研究生）        |
| 25日   | 田中伊桜莉〈2〉 （HKT48 研究生）          | 26日   | 坂本愛玲菜〈4〉 （HKT48 チームTII）       | 27日   | 小田えりな〈4〉 （AKB48 チーム8 チームK） | 28日   | 下口ひなな〈7〉 （AKB48 チームK）          | 29日   | 岩立沙穂〈3〉 （AKB48 チームB）         |
| 2月    |                                           |        |                                           |        |                                           |        |                                            |        |                                         |
| 1日    | 久保怜音〈2〉 （AKB48 チームK）           | 2日    | 奥原妃奈子〈9〉 （AKB48 チーム8 チームB） | 3日    | 下尾みう〈3〉 （AKB48 チーム8 チームA）   | 4日    | 徳永羚海〈3〉 （AKB48 チーム8）            | 5日    | 福留光帆〈5〉 （AKB48 チーム8）         |
| 8日    | 尾上美月〈4〉 （AKB48 チーム8）           | 9日    | 蒲地志奈〈4〉 （AKB48 チーム8）           | 10日   | 清水麻璃亜〈4〉 （AKB48 チーム8 チームB） | 11日   | 佐藤朱〈6〉 （AKB48 チーム8 チームB）      | 12日   | 川越紗彩〈4〉 （NGT48 2期生)            |
| 15日   | 荒巻美咲〈3〉 （HKT48 チームTII）         | 16日   | 浅井七海〈3〉 （AKB48 チーム4）           | 17日   | 黒須遥香〈5〉 （AKB48 チーム4）           | 18日   | 峯岸みなみ〈2〉 （AKB48 チームK）          | 19日   | 岡田梨奈〈4〉 （AKB48 チームK）         |
| 22日   | 谷口めぐ〈5〉 （AKB48 チームB）           | 23日   | 川上千尋〈3〉 （NMB48）                   | 24日   | 今村美月〈6〉 （STU48）                   | 25日   | 小田えりな〈5〉 （AKB48 チーム8 チームK）  | 26日   | 諸橋姫向〈3〉 （NGT48 2期生）           |
| 3月    |                                           |        |                                           |        |                                           |        |                                            |        |                                         |
| 1日    | 寺田陽菜〈3〉 （NGT48 2期生）             | 2日    | 小見山沙空〈4〉 （NGT48 2期生）           | 3日    | 佐藤海里〈5〉 （NGT48 ドラフト3期生）     | 4日    | 小越春花〈4〉 （NGT48 2期生）              | 5日    | 中井りか〈2〉 （NGT48 1期生）           |
| 8日    | 横山由依〈2〉 （AKB48 チームA）           | 9日    | 石綿星南〈8〉 （AKB48 チーム4）           | 10日   | 吉橋柚花〈6〉 （AKB48 チーム4）           | 11日   | 馬嘉伶〈5〉 （AKB48 チーム4）              | 12日   | 蔵本美結〈4〉 （AKB48 チーム4）         |
| 15日   | 岡田梨奈〈5〉 （AKB48 チームK）           | 16日   | 堀詩音〈6〉 （NMB48）                     | 17日   | 前田令子〈4〉 （NMB48）                   | 18日   | 出口結菜〈5〉 （NMB48）                    | 19日   | 河野奈々帆〈6〉 （NMB48）               |
| 22日   | 中野美来〈5〉 （NMB48）                   | 23日   | 浅尾桃香〈2〉 （NMB48 研究生）            | 24日   | 瓶野神音〈2〉 （NMB48 研究生）            | 25日   | 平山真衣〈2〉 （NMB48 研究生）             | 26日   | 隅野和奏〈2〉 （NMB48 研究生）          |
| 29日   | 佐月愛果〈2〉 （NMB48 研究生）            | 30日   | -                                         | 31日   | 黒田楓和〈2〉 （NMB48 研究生）            | -      | -                                          | -      | -                                       |
| 4月    |                                           |        |                                           |        |                                           |        |                                            |        |                                         |
| -      | -                                         | -      | -                                         | -      | -                                         | 1日    | 和田海佑〈2〉 （NMB48 研究生）             | 2日    | 芳野心咲〈2〉 （NMB48 研究生）          |
| 5日    | 早川夢菜〈2〉 （NMB48 研究生）            | 6日    | 折坂心春〈2〉 （NMB48 研究生）            | 7日    | 眞鍋杏樹〈2〉 （NMB48 研究生）            | 8日    | 三宅ゆりあ〈3〉 （NMB48）                  | 9日    | 本郷柚巴〈5〉 （NMB48）                 |
| 12日   | 薮下楓〈4〉 （STU48）                     | 13日   | 尾崎世里花 （STU48 研究生）               | 14日   | 吉田彩良 （STU48 研究生）                 | 15日   | 大谷満理奈〈3〉 （STU48）                  | 16日   | 工藤理子 （STU48 研究生）               |
| 19日   | 高雄さやか （STU48 研究生）               | 20日   | 鈴木彩夏 （STU48 研究生）                 | 21日   | 小島愛子 （STU48 研究生）                 | 22日   | 田口玲佳 （STU48 研究生）                  | 23日   | 田村菜月 （STU48 研究生）               |
| 26日   | 南有梨菜 （STU48 研究生）                 | 27日   | 田中美帆 （STU48 研究生）                 | 28日   | 迫姫華 （STU48 研究生）                   | 29日   | 清水紗良 （STU48 研究生）                  | 30日   | 今泉美利愛 （STU48 研究生）             |
| 5月    |                                           |        |                                           |        |                                           |        |                                            |        |                                         |
| 3日    | 中廣弥生 （STU48 研究生）                 | 4日    | 吉崎凜子 （STU48 研究生）                 | 5日    | -                                         | 6日    | 門脇実優菜〈4〉 （STU48）                  | 7日    | 池田裕楽 （STU48 研究生）               |
| 10日   | 川又あん奈 （STU48 研究生）               | 11日   | 宗雪里香 （STU48 研究生）                 | 12日   | 渡辺菜月 （STU48 研究生）                 | 13日   | 内海里音 （STU48 研究生）                  | 14日   | 瀧野由美子〈5〉 （STU48）               |
| 17日   | 福田朱里〈6〉 （STU48）                   | 18日   | 信濃宙花〈4〉 （STU48 ドラフト3期生）     | 19日   | 峯吉愛梨沙〈3〉 （STU48）                 | 20日   | 奥原妃奈子〈10〉 （AKB48 チーム8 チームB） | 21日   | 田北香世子〈5〉 （AKB48 チームB）       |
| 24日   | 馬嘉伶〈6〉 （AKB48 チーム4）             | 25日   | 岡田梨奈〈6〉 （AKB48 チームK）           | 26日   | 北澤早紀〈8〉 （AKB48 チームB）           | 27日   | 篠崎彩奈〈4〉 （AKB48 チームA）            | 28日   | 福岡聖菜〈5〉 （AKB48 チームB）         |
| 31日   | 北川愛乃 （SKE48 チームS）                | -      | -                                         | -      | -                                         | -      | -                                          | -      | -                                       |
| 6月    |                                           |        |                                           |        |                                           |        |                                            |        |                                         |
| -      | -                                         | 1日    | 藤本冬香〈2〉 （SKE48 チームKII）         | 2日    | 川嶋美晴〈4〉 （SKE48 チームKII）         | 3日    | 都築里佳〈5〉 （SKE48 チームS）            | 4日    | 日高優月〈4〉 （SKE48 チームKII）       |
| 7日    | 佐藤佳穂〈3〉 （SKE48 チームE）           | 8日    | 末永桜花 （SKE48 チームE）                | 9日    | 浅井裕華〈3〉 （SKE48 チームE）           | 10日   | 上村亜柚香〈3〉 （SKE48 チームS）          | 11日   | 江籠裕奈〈2〉 （SKE48 チームKII）       |
| 14日   | 青木詩織 （SKE48 チームKII）              | 15日   | 惣田紗莉渚〈2〉 （SKE48 チームKII）       | 16日   | 野島樺乃〈2〉 （SKE48 チームS）           | 17日   | 荒野姫楓〈5〉 （SKE48 チームS）            | 18日   | 井田玲音名〈4〉 （SKE48 チームE）       |
| 21日   | 竹内ななみ〈5〉 （SKE48 チームS）         | 22日   | 赤堀君江〈3〉 （SKE48 チームS）           | 23日   | 福留光帆〈6〉 （AKB48 チーム8）           | 24日   | 隅野和奏〈3〉 （NMB48 研究生）             | 25日   | 黒田楓和〈3〉 （NMB48 研究生）          |
| 28日   | 佐月愛果〈3〉 （NMB48 研究生）            | 29日   | 加藤夕夏〈2〉 （NMB48）                   | 30日   | 神志那結衣〈2〉 （HKT48 チームH）         | -      | -                                          | -      | -                                       |
| 7月    |                                           |        |                                           |        |                                           |        |                                            |        |                                         |
| -      | -                                         | -      | -                                         | -      | -                                         | 1日    | 上島楓〈3〉 （HKT48 チームH）              | 2日    | 川平聖〈2〉 （HKT48 研究生）            |
| 5日    | 小田彩加〈5〉 （HKT48 チームTII）         | 6日    | 坂本愛玲菜〈5〉 （HKT48 チームTII）       | 7日    | 後藤陽菜乃〈3〉 （HKT48 研究生）          | 8日    | 荒巻美咲〈4〉 （HKT48 チームTII）          | 9日    | 永野芹佳〈3〉 （AKB48 チーム8 チーム4） |
| 12日   | 坂口渚沙〈4〉 （AKB48 チーム8 チーム4）   | 13日   | 甲斐心愛〈3〉 （STU48）                   | 14日   | -                                         | 15日   | 門脇実優菜〈5〉 （STU48）                  | 16日   | 鈴木くるみ〈8〉 （AKB48 チームA）       |
| 19日   | 黒須遥香〈6〉 （AKB48 チーム4）           | 20日   | 岩立沙穂〈4〉 （AKB48 チームB）           | 21日   | 佐々木優佳里〈5〉 （AKB48 チームB）       | 22日   | 稲垣香織〈8〉 （AKB48 チーム4）            | 23日   | 髙橋彩音〈8〉 （AKB48 チーム8 チーム4） |
| 26日   | 春本ゆき〈6〉 （AKB48 チーム8 チームK）   | 27日   | 上見天乃〈4〉 （AKB48 チーム8）           | 28日   | 尾上美月〈5〉 （AKB48 チーム8）           | 29日   | 歌田初夏〈9〉 （AKB48 チーム8 チーム4）    | 30日   | 北澤早紀〈9〉 （AKB48 チームB）         |
| 8月    |                                           |        |                                           |        |                                           |        |                                            |        |                                         |
| 2日    | 小熊倫実〈2〉 （NGT48 1期生）             | 3日    | 奈良未遥〈4〉 （NGT48 1期生）             | 4日    | 川越紗彩〈5〉 （NGT48 2期生)              | 5日    | 小見山沙空〈5〉 （NGT48 2期生）            | 6日    | 三村妃乃〈4〉 （NGT48 2期生）           |
| 9日    | 大竹ひとみ〈7〉 （AKB48 チームB）         | 10日   | 下口ひなな〈8〉 （AKB48 チームK）         | 11日   | 平野ひかる〈5〉 （AKB48 チーム8 チーム4） | 12日   | 川原美咲〈9〉 （AKB48 チーム8 チームB）    | 13日   | 武田智加〈4〉 （HKT48 チームTII）       |
| 16日   | 伊藤優絵瑠〈4〉 （HKT48 チームH）         | 17日   | 石橋颯〈2〉 （HKT48 チームKIV）           | 18日   | 竹本くるみ〈4〉 （HKT48 チームKIV）       | 19日   | 川平聖〈3〉 （HKT48 研究生）               | 20日   | 市村愛里〈2〉 （HKT48 研究生）          |
| 23日   | 田中伊桜莉〈3〉 （HKT48 研究生）          | 24日   | 坂本りの〈3〉 （HKT48 研究生）            | 25日   | 栗山梨奈〈4〉 （HKT48 研究生）            | 26日   | 後藤陽菜乃〈4〉 （HKT48 研究生）           | 27日   | 村上和叶〈2〉 （HKT48 研究生）          |
| 30日   | 上野遥〈3〉 （HKT48 チームH）             | 31日   | 馬場彩華〈4〉 （HKT48 チームKIV）         | -      | -                                         | -      | -                                          | -      | -                                       |
| 9月    |                                           |        |                                           |        |                                           |        |                                            |        |                                         |
| -      | -                                         | -      | -                                         | 1日    | 熊沢世莉奈〈3〉 （HKT48 チームKIV）       | 2日    | 地頭江音々〈2〉 （HKT48 チームKIV）        | 3日    | 松岡はな〈4〉 （HKT48 チームTII）       |
| 6日    | 村川緋杏〈6〉 （HKT48 チームTII）         | 7日    | 今村麻莉愛〈3〉 （HKT48 チームTII）       | 8日    | 堺萌香〈3〉 （HKT48 チームTII）           | 9日    | 清水梨央〈2〉 （HKT48 チームTII）          | 10日   | 宮﨑想乃〈3〉 （HKT48 チームTII）       |
| 13日   | 坂本愛玲菜〈6〉 （HKT48 チームTII）       | 14日   | 渡部愛加里〈3〉 （HKT48 チームH）         | 15日   | 曽我部優芽〈3〉 （NGT48 2期生）           | 16日   | 藤崎未夢〈4〉 （NGT48 ドラフト3期生）      | 17日   | 古舘葵〈5〉 （NGT48 2期生）             |
| 20日   | 小越春花〈5〉 （NGT48 2期生）             | 21日   | 荻野由佳〈2〉 （NGT48 1期生）             | 22日   | 真下華穂〈5〉 （NGT48 2期生）             | 23日   | 多田京加〈9〉 （AKB48 チーム4）            | 24日   | 横山由依〈3〉 （AKB48 チームA）         |
| 27日   | 小田えりな〈6〉 （AKB48 チーム8 チームK） | 28日   | 下口ひなな〈9〉 （AKB48 チームK）         | 29日   | 福岡聖菜〈6〉 （AKB48 チームB）           | 30日   | 大家志津香〈4〉 （AKB48 チームB）          | -      | -                                       |
| 10月   |                                           |        |                                           |        |                                           |        |                                            |        |                                         |
| -      | -                                         | -      | -                                         | -      | -                                         | -      | -                                          | 1日    | 大竹ひとみ〈8〉 （AKB48 チームB）       |
| 4日    | 岡田梨奈〈6〉 （AKB48 チームK）           | 5日    | 黒須遥香〈7〉 （AKB48 チーム4）           | 6日    | 蔵本美結〈5〉 （AKB48 チーム4）           | 7日    | 石綿星南〈9〉 （AKB48 チーム4）            | 8日    | 古川夏凪〈3〉 （AKB48 チームA）         |
| 11日   | 稲垣香織〈9〉 （AKB48 チーム4）           | 12日   | 吉橋柚花〈7〉 （AKB48 チーム4）           | 13日   | 長友彩海〈5〉 （AKB48 チームK）           | 14日   | 井上瑠夏〈6〉 （SKE48 チームS）            | 15日   | 日下部愛菜〈4〉 （NGT48 1期生）         |
| 18日   | 對馬優菜子〈4〉 （NGT48 ドラフト3期）     | 19日   | 渡辺菜月〈2〉 （STU48 2期生）             | 20日   | 宗雪里香〈2〉 （STU48 2期生）             | 21日   | 清水紗良〈2〉 （STU48 2期生）              | 22日   | 川又あん奈〈2〉 （STU48 2期生）         |
| 25日   | 田中美帆〈2〉 （STU48 2期生）             | 26日   | 鈴木彩夏〈2〉 （STU48 2期生）             | 27日   | 内海里音〈2〉 （STU48 2期生）             | 28日   | 工藤理子〈2〉 （STU48 2期生）              | 29日   | 沖侑果〈5〉 （STU48 ドラフト3期生）     |
| 11月   |                                           |        |                                           |        |                                           |        |                                            |        |                                         |
| 1日    | 立仙百佳 （STU48 2期生）                  | 2日    | 今村美月〈7〉 （STU48）                   | 3日    | 清司麗菜〈5〉 （NGT48 1期生）             | 4日    | 安藤千伽奈〈3〉 （NGT48 ドラフト3期生）    | 5日    | 熊崎晴香〈2〉 （SKE48 チームE）         |
| 8日    | 福田朱里〈7〉 （STU48）                   | 9日    | 鵜野みずき〈3〉 （NMB48）                 | 10日   | 安田桃寧〈4〉 （NMB48）                   | 11日   | 堀詩音〈7〉 （NMB48）                      | 12日   | 出口結菜〈6〉 （NMB48）                 |
| 15日   | 李始燕 （NMB48 研究生）                   | 16日   | 隅野和奏〈4〉 （NMB48 研究生）            | 17日   | 平山真衣〈3〉 （NMB48）                   | 18日   | 眞鍋杏樹〈3〉 （NMB48）                    | 19日   | 佐月愛果〈4〉 （NMB48 研究生）          |
| 22日   | 前田令子〈5〉 （NMB48）                   | 23日   | 石田優美〈2〉 （NMB48）                   | 24日   | 小嶋花梨〈6〉 （NMB48）                   | 25日   | 河野奈々帆〈7〉 （NMB48）                  | 26日   | 中野美来〈6〉 （NMB48）                 |
| 29日   | 南羽諒〈4〉 （NMB48）                     | 30日   | 塩月希依音〈2〉 （NMB48）                 | -      | -                                         | -      | -                                          | -      | -                                       |
| 12月   |                                           |        |                                           |        |                                           |        |                                            |        |                                         |
| -      | -                                         | -      | -                                         | 1日    | 山崎亜美瑠〈4〉 （NMB48）                 | 2日    | 菖蒲まりん〈5〉 （NMB48）                  | 3日    | 上島楓〈3〉 （HKT48 チームH）           |
| 6日    | 今田美奈〈2〉 （HKT48 チームKIV）         | 7日    | 下野由貴〈4〉 （HKT48 チームKIV）         | 8日    | 坂本りの〈4〉 （HKT48 研究生）            | 9日    | 川平聖〈4〉 （HKT48 研究生）               | 10日   | 豊永阿紀〈5〉 （HKT48 チームH）         |
| 13日   | 竹本くるみ〈5〉 （HKT48 チームKIV）       | 14日   | 石橋颯〈3〉 （HKT48 チームKIV）           | 15日   | 伊藤優絵瑠〈5〉 （HKT48 チームH）         | 16日   | 後藤陽菜乃〈5〉 （HKT48 研究生）           | 17日   | 渕上舞〈2〉 （HKT48 チームKIV）         |
| 20日   | 上野遥〈4〉 （HKT48 チームH）             | 21日   | 村川緋杏〈7〉 （HKT48 チームTII）         | 22日   | 長野雅〈3〉 （HKT48 研究生）              | 23日   | 田中伊桜莉〈4〉 （HKT48 研究生）           | 24日   | 武田智加〈5〉 （HKT48 チームTII）       |
| 27日   | 田中美久〈2〉 （HKT48 チームH）           | 28日   | 井上瑠夏〈7〉 （SKE48 チームS）           | 29日   | 鎌田菜月〈2〉 （SKE48 チームE）           | 30日   | 井田玲音名〈5〉 （SKE48 チームE）          | 31日   | 伊藤実希 （SKE48 研究生）               |

#### 2022年
| 月曜日 | 月曜日                                   | 火曜日 | 火曜日                             | 水曜日 | 水曜日                                  | 木曜日 | 木曜日                                  | 金曜日 | 金曜日                                  |
| 1月    | 1月                                      | 1月    | 1月                                | 1月    | 1月                                     | 1月    | 1月                                     | 1月    | 1月                                     |
| ------ | ---------------------------------------- | ------ | ---------------------------------- | ------ | --------------------------------------- | ------ | --------------------------------------- | ------ | --------------------------------------- |
| 3日    | 澤田奏音 （SKE48 研究生）                | 4日    | 五十嵐早香 （SKE48 研究生）        | 5日    | 石塚美月 （SKE48 研究生）               | 6日    | 西井美桜 （SKE48 研究生）               | 7日    | 杉山歩南 （SKE48 研究生）               |
| 10日   | 鬼頭未来 （SKE48 研究生）                | 11日   | 林美澪 （SKE48 研究生）            | 12日   | 青木莉樺 （SKE48 研究生）               | 13日   | 藤本冬香〈3〉 （SKE48 チームKII）       | 14日   | 中坂美祐〈4〉 （SKE48 チームS）         |
| 17日   | 中野愛理〈2〉 （SKE48 チームKII）        | 18日   | 真下華穂〈6〉 （NGT48 2期生）      | 19日   | 三村妃乃〈5〉 （NGT48 2期生）           | 20日   | 藤崎未夢〈5〉 （NGT48 ドラフト3期生）   | 21日   | 佐藤海里〈6〉 （NGT48 ドラフト3期生）   |
| 24日   | 小越春花〈6〉 （NGT48 2期生）            | 25日   | 大塚七海〈5〉 （NGT48 2期生）      | 26日   | 佐月愛果〈5〉 （NMB48 研究生）          | 27日   | 隅野和奏〈5〉 （NMB48 研究生）          | 28日   | 李始燕〈2〉 （NMB48 研究生）            |
| 31日   | 矢野帆夏〈2〉 （STU48）                  | -      | -                                  | -      | -                                       | -      | -                                       | -      | -                                       |
| 2月    |                                          |        |                                    |        |                                         |        |                                         |        |                                         |
| -      | -                                        | 1日    | 岩立沙穂〈5〉 （AKB48 チームB）    | 2日    | 武藤十夢〈2〉 （AKB48 チームK）         | 3日    | 豊永阿紀〈6〉 （HKT48 チームH）         | 4日    | 伊藤優絵瑠〈6〉 （HKT48 チームH）       |
| 7日    | 武田智加〈6〉 （HKT48 チームTII）        | 8日    | 渡部愛加里〈4〉 （HKT48 チームH）  | 9日    | 石橋颯〈4〉 （HKT48 チームKIV）         | 10日   | 後藤陽菜乃〈6〉 （HKT48 チームTII）     | 11日   | 馬場彩華〈5〉 （HKT48 チームKIV）       |
| 14日   | 長野雅〈4〉 （HKT48 チームKIV）          | 15日   | 下野由貴〈5〉 （HKT48 チームKIV）  | 16日   | 地頭江音々〈3〉 （HKT48 チームKIV）     | 17日   | 小田彩加〈6〉 （HKT48 チームTII）       | 18日   | 松本日向〈2〉 （HKT48 チームTII）       |
| 21日   | 田中伊桜莉〈5〉 （HKT48 チームKIV）      | 22日   | 堺萌香〈4〉 （HKT48 チームTII）    | 23日   | 今村麻莉愛〈4〉 （HKT48 チームTII）     | 24日   | 西川怜〈5〉 （AKB48 チームA）           | 25日   | 橋本陽菜〈8〉 （AKB48 チーム8 チームK） |
| 28日   | 川原美咲〈10〉 （AKB48 チーム8 チームB） | -      | -                                  | -      | -                                       | -      | -                                       | -      | -                                       |
| 3月    |                                          |        |                                    |        |                                         |        |                                         |        |                                         |
| -      | -                                        | 1日    | 藤園麗〈7〉 （AKB48 チーム8）      | 2日    | 古澤愛〈3〉 （NGT48 2期生）             | 3日    | 佐藤海里〈7〉 （NGT48 ドラフト3期生）   | 4日    | 角ゆりあ〈3〉 （NGT48 1期生）           |
| 7日    | 藤崎未夢〈6〉 （NGT48 ドラフト3期生）    | 8日    | 小熊倫実〈3〉 （NGT48 1期生）      | 9日    | 真下華穂〈7〉 （NGT48 2期生）           | 10日   | 谷口めぐ〈6〉 （AKB48 チームB）         | 11日   | 蔵本美結〈6〉 （AKB48 チーム4）         |
| 14日   | 鈴木くるみ〈8〉 （AKB48 チームA）        | 15日   | 末永桜花〈2〉 （SKE48 チームE）    | 16日   | 田辺美月〈4〉 （SKE48 チームE）         | 17日   | 石塚美月〈2〉 （SKE48 チームS）         | 18日   | 伊藤実希〈2〉 （SKE48 チームKII）       |
| 21日   | 入内嶋涼〈4〉 （SKE48 チームKII）        | 22日   | 佐藤佳穂〈4〉 （SKE48 チームE）    | 23日   | 加藤夕夏〈3〉 （NMB48 チームN）         | 24日   | 野村実代〈3〉 （SKE48 チームS）         | 25日   | 青海ひな乃〈2〉 （SKE48 チームS）       |
| 28日   | 赤堀君江〈3〉 （SKE48 チームS）          | 29日   | 青木詩織〈2〉 （SKE48 チームKII）  | 30日   | 太田彩夏 （SKE48 チームKII）            | 31日   | 井上瑠夏〈8〉 （SKE48 チームS）         | -      | -                                       |
| 4月    |                                          |        |                                    |        |                                         |        |                                         |        |                                         |
| -      | -                                        | -      | -                                  | -      | -                                       | -      | -                                       | 1日    | -                                       |
| 4日    | 仲村和泉〈2〉 （SKE48 チームS）          | 5日    | 北川愛乃〈2〉 （SKE48 チームS）    | 6日    | 澤田奏音〈2〉 （SKE48 チームE）         | 7日    | 熊崎晴香〈2〉 （SKE48 チームE）         | 8日    | 日高優月〈5〉 （SKE48 チームKII）       |
| 11日   | 大場美奈 （SKE48 チームKII）             | 12日   | 水野愛理〈3〉 （SKE48 チームKII）  | 13日   | 菅原茉椰〈4〉 （SKE48 チームE）         | 14日   | 上西怜〈2〉 （NMB48 チームM）           | 15日   | 松野美桜 （NMB48 チームBII研究生）      |
| 18日   | 坂下真心 （NMB48 チームBII研究生）       | 19日   | 田中雪乃 （NMB48 チームBII研究生） | 20日   | 塩月希依音〈3〉 （NMB48 チームM）       | 21日   | 龍本弥生 （NMB48 チームBII研究生）      | 22日   | 前田令子〈6〉 （NMB48 チームM）         |
| 25日   | 堀詩音〈8〉 （NMB48 チームM）            | 26日   | 日下部愛菜〈5〉 （NGT48 1期生）    | 27日   | 三村妃乃〈6〉 （NGT48 2期生）           | 28日   | 川越紗彩〈6〉 （NGT48 2期生)            | 29日   | 坂本りの〈5〉 （HKT48 チームH）         |
| 5月    |                                          |        |                                    |        |                                         |        |                                         |        |                                         |
| 2日    | 田中伊桜莉〈6〉 （HKT48 チームKIV）      | 3日    | 栗山梨奈〈5〉 （HKT48 チームH）    | 4日    | 上見天乃〈5〉 （AKB48 チーム8 チームK） | 5日    | 坂川陽香〈3〉 （AKB48 チーム8 チーム4） | 6日    | 御供茉白〈2〉 （AKB48 チーム8 チーム4） |
| 9日    | 岩立沙穂〈6〉 （AKB48 チームA）          | 10日   | 馬嘉伶〈7〉 （AKB48 チームA）      | 11日   | 工藤理子〈3〉 （STU48 2期生）           | 12日   | 渡辺菜月〈3〉 （STU48 2期生）           | 13日   | 清水紗良〈3〉 （STU48 2期生）           |
| 16日   | 吉崎凜子〈2〉 （STU48 2期生)             | 17日   | 今村美月〈8〉 （STU48 1期生）      | 18日   | 沖侑果〈6〉 （STU48 ドラフト3期生）     | 19日   | 尾崎世里花〈2〉 （STU48 2期生)          | 20日   | 鈴木彩夏〈3〉 （STU48 2期生）           |
| 23日   | 内海里音〈3〉 （STU48 2期生）            | 24日   | 高雄さやか〈2〉 （STU48 2期生)     | 25日   | 原田清花 （STU48 2期生)                 | 26日   | 曽我部優芽〈4〉 （NGT48 2期生）         | 27日   | 稲垣香織〈10〉 （AKB48 チームB）        |
| 30日   | 黒須遥香〈8〉 （AKB48 チーム4）          | 31日   | 佐藤妃星〈4〉 （AKB48 チーム4）    | -      | -                                       | -      | -                                       | -      | -                                       |